# Liste der Biografien/Ji
Liste der Biografien |
Portal Biografien |
Personensuche
# |
A |
B |
C |
D |
E |
F |
G |
H |
I |
J |
K |
L |
M |
N |
O |
P |
Q |
R |
S |
T |
U |
V |
W |
X |
Y |
Z |
?
 
Ja |
Jb |
Jd |
Je |
Jh |
Ji |
Jj |
Jl |
Jn |
Jm |
Jo |
Jp |
Jr |
Js |
Jt |
Ju |
Jv |
Jw |
Jy
Die Liste der Biografien führt alle Personen auf, die in der deutschsprachigen Wikipedia einen Artikel haben. Dieses ist eine Teilliste mit 590 Einträgen von Personen, deren Namen mit den Buchstaben „Ji“ beginnt.

## Ji
- Ji Cheng (* 1987), chinesischer Radrennfahrer
- Ji Jianhua (* 1982), chinesischer Mountainbike- und Straßenradrennfahrer
- Ji Peng (* 1996), chinesischer Eishockeyspieler
- Ji Pengfei (1910–2000), chinesischer Politiker, Außenminister
- Ji Weizhong, Anthony (* 1973), chinesischer römisch-katholischer Geistlicher, Bischof von Lüliang
- Ji Zhen, chinesischer Philosoph
- Ji, Bowen (* 2002), chinesischer Kanute
- Ji, Chunmei (* 1986), chinesische Tennisspielerin
- Ji, Delin (* 1987), chinesischer Biathlet und Skilangläufer
- Ji, Dengkui (1923–1988), chinesischer Politiker in der Volksrepublik China
- Ji, Dong-won (* 1991), südkoreanischer FußballspielerJi Dong-won (* 1991)

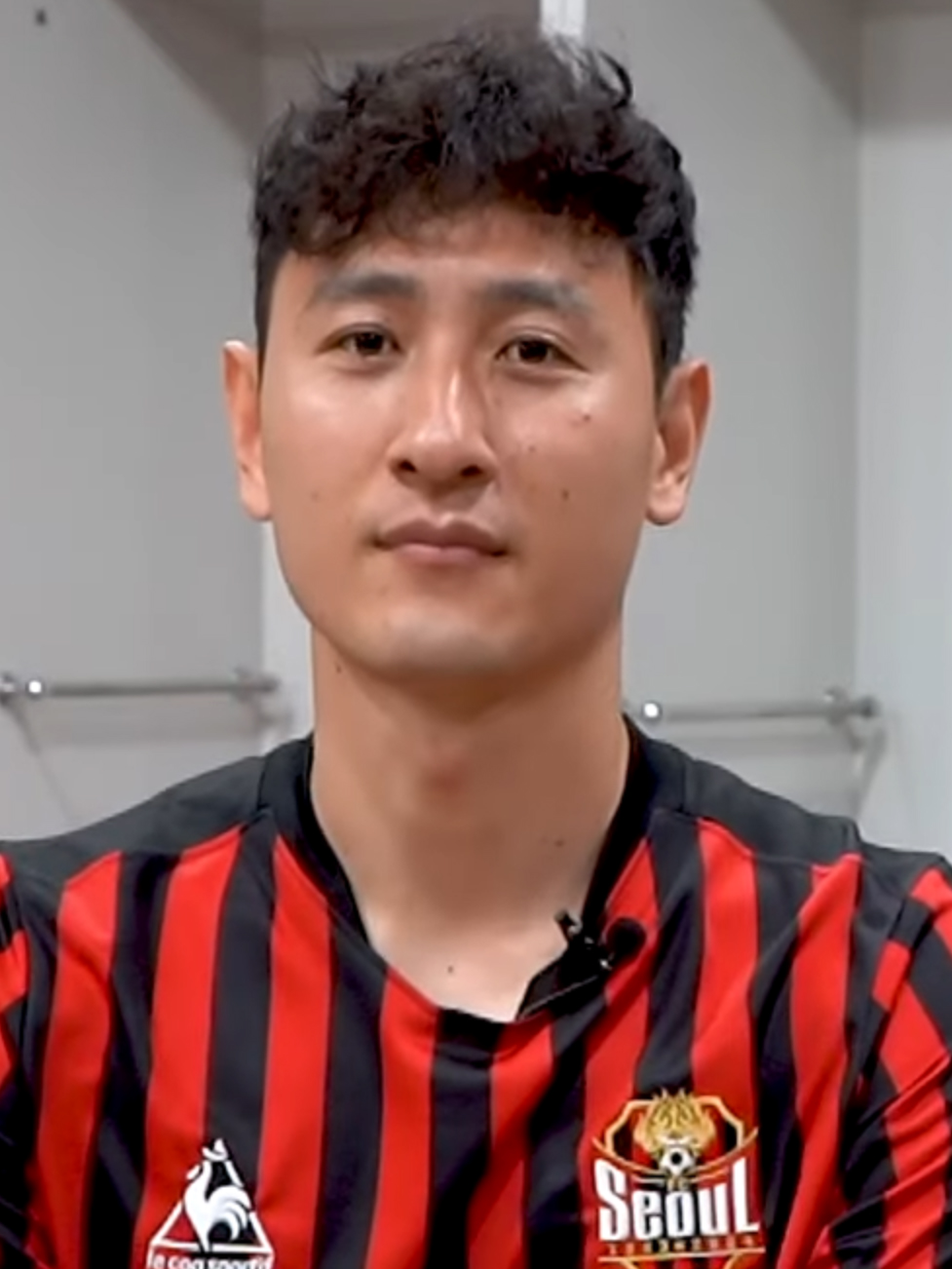
Ji Dong-won (* 1991)

- Ji, Jia (* 1985), chinesische Eisschnellläuferin
- Ji, Kyong-sun (* 1975), nordkoreanische Judoka
- Ji, Li (* 2000), chinesische Hammerwerferin
- Ji, Linjun (* 1986), chinesische Beachvolleyballspielerin
- Ji, Seong-ho (* 1982), nordkoreanischer Überläufer, südkoreanischer Politiker und Aktivist
- Ji, So-yun (* 1991), südkoreanische Fußballspielerin
- Ji, Sun-mi (* 1991), südkoreanische Fußballspielerin
- Ji, The (* 1994), österreichischer Rapper mit ungarischen Wurzeln
- Ji, Ting (* 1982), chinesische Fußballspielerin
- Ji, Wei (* 1984), chinesischer Hürdenläufer
- Ji, Xiangdong (* 1962), chinesischer Kernphysiker
- Ji, Xianlin (1911–2009), chinesischer Linguist, Paläograph, Indologe und Historiker
- Ji, Xiaoou (* 1980), chinesische Freestyle-Skierin
- Ji, Xinpeng (* 1977), chinesischer Badmintonspieler
- Ji, Young-jun (* 1981), südkoreanischer Marathonläufer
- Ji, Yun-nam (* 1976), nordkoreanischer Fußballspieler
- Ji, Yunshi (* 1945), chinesischer Politiker (Volksrepublik China)

### Jia
- Jia Chong (217–282), Politiker der Wei-Dynastie
- Jia Chunwang (* 1938), chinesischer Politiker (Volksrepublik China), Minister für Staatssicherheit, Minister für öffentliche Sicherheit
- Jia Xu (147–224), Ratgeber der Wei-Dynastie im alten China
- Jia Yuping (* 1986), chinesische Biathletin und Skilangläuferin
- Jia, Daqun (* 1955), chinesischer Komponist
- Jia, Guoping (* 1963), chinesischer Komponist
- Jia, Julian (* 1991), chinesischer Pianist
- Jia, Julius Zhiguo (* 1935), chinesischer Geistlicher, Bischof von Zhengding
- Jia, Jun (* 1986), chinesische Tischtennisspielerin
- Jia, Kong, König des alten China mit Familienname Sì
- Jia, Kui (* 174), General und Zivilbeamter der chinesischen Han- und Wei-Dynastie
- Jia, Lanpo (1908–2001), chinesischer Paläoanthropologe
- Jia, Nanfeng (257–300), chinesische Kaisergemahlin der westlichen Jin-Dynastie
- Jia, Qinglin (* 1940), chinesischer Politiker
- Jia, Sidao (1213–1275), Kanzler der Song-DynastieJia Sidao (1213–1275)

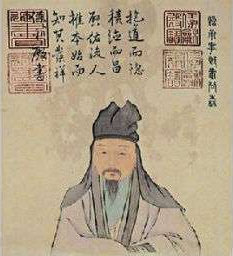
Jia Sidao (1213–1275)

- Jia, Tong (* 1990), chinesische Wasserspringerin
- Jia, Xian, chinesischer Mathematiker
- Jia, Xiuquan (* 1963), chinesischer Fußballspieler
- Jia, Xu (* 1979), chinesische Hürdenläuferin
- Jia, Yang (* 1970), chinesischer Raumfahrtingenieur, Chefkonstrukteur der chinesischen Mond- und Marsrover
- Jia, Yi († 169 v. Chr.), chinesischer Gelehrter und Dichter
- Jia, Yifan (* 1997), chinesische Badmintonspielerin
- Jia, Zhanbo (* 1974), chinesischer Sportschütze
- Jia, Zhangke (* 1970), chinesischer RegisseurJia Zhangke (* 1970)

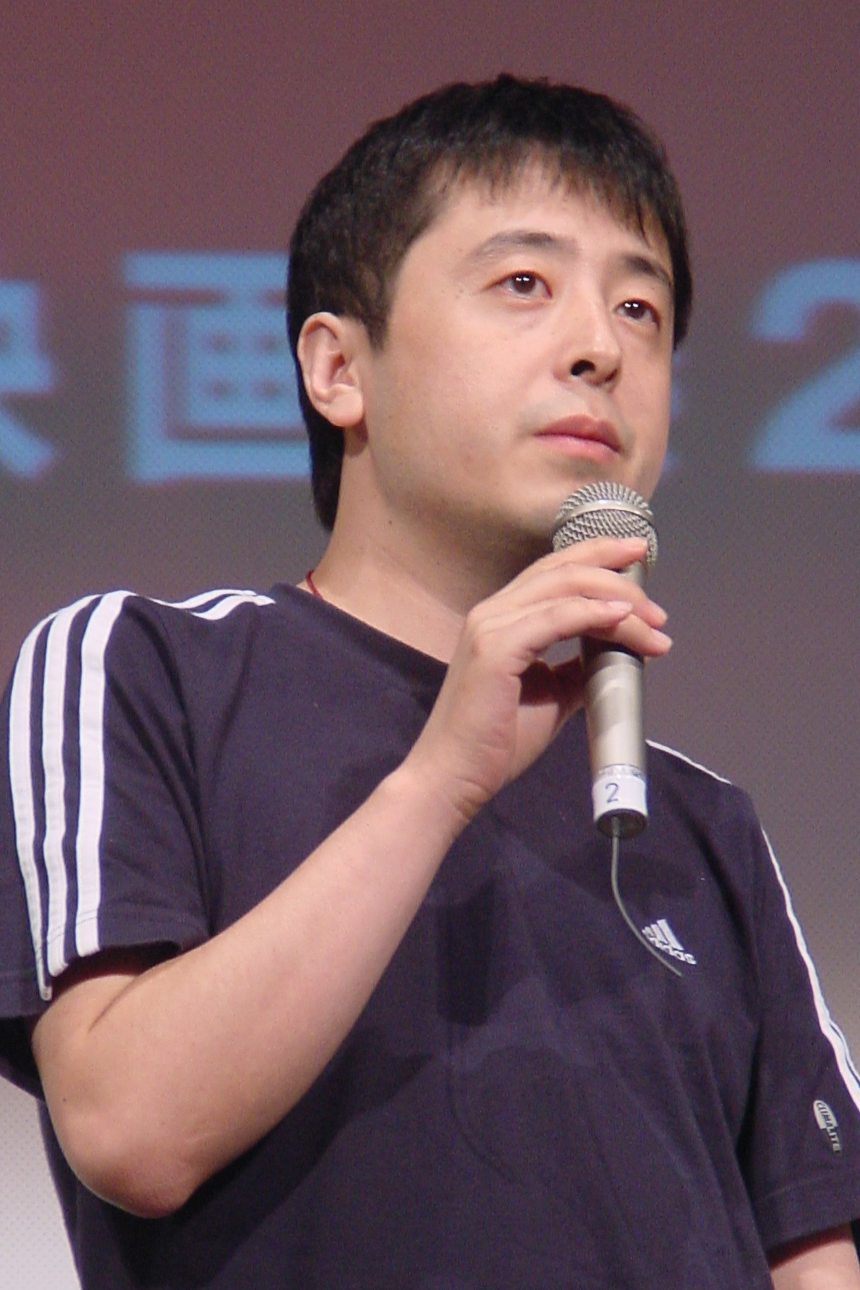
Jia Zhangke (* 1970)

- Jia, Zhibang (* 1946), chinesischer Politiker
- Jia, Zongyang (* 1991), chinesischer Freestyle-Skisportler
- Jiajing (1507–1567), chinesischer Kaiser der Ming-Dynastie
- Jian, chinesischer König
- Jian Fang Lay (* 1973), australische Tischtennisspielerin
- Jian, Shuo († 189), Anführer der Eunuchen am Kaiserhof von Han
- Jiang Chaoliang (* 1957), chinesischer Bankmanager
- Jiang Jialiang (* 1964), chinesischer Tischtennisspieler
- Jiang Jun (* 1983), chinesischer Eishockeyspieler
- Jiang Jun (* 2005), chinesischer Snookerspieler
- Jiang Nan, chinesischer Literat zur Zeit der Ming-Dynastie
- Jiang Nan (* 1986), chinesischer Eishockeyspieler
- Jiang Qing (1914–1991), chinesische PolitikerinJiang Qing (1914–1991)

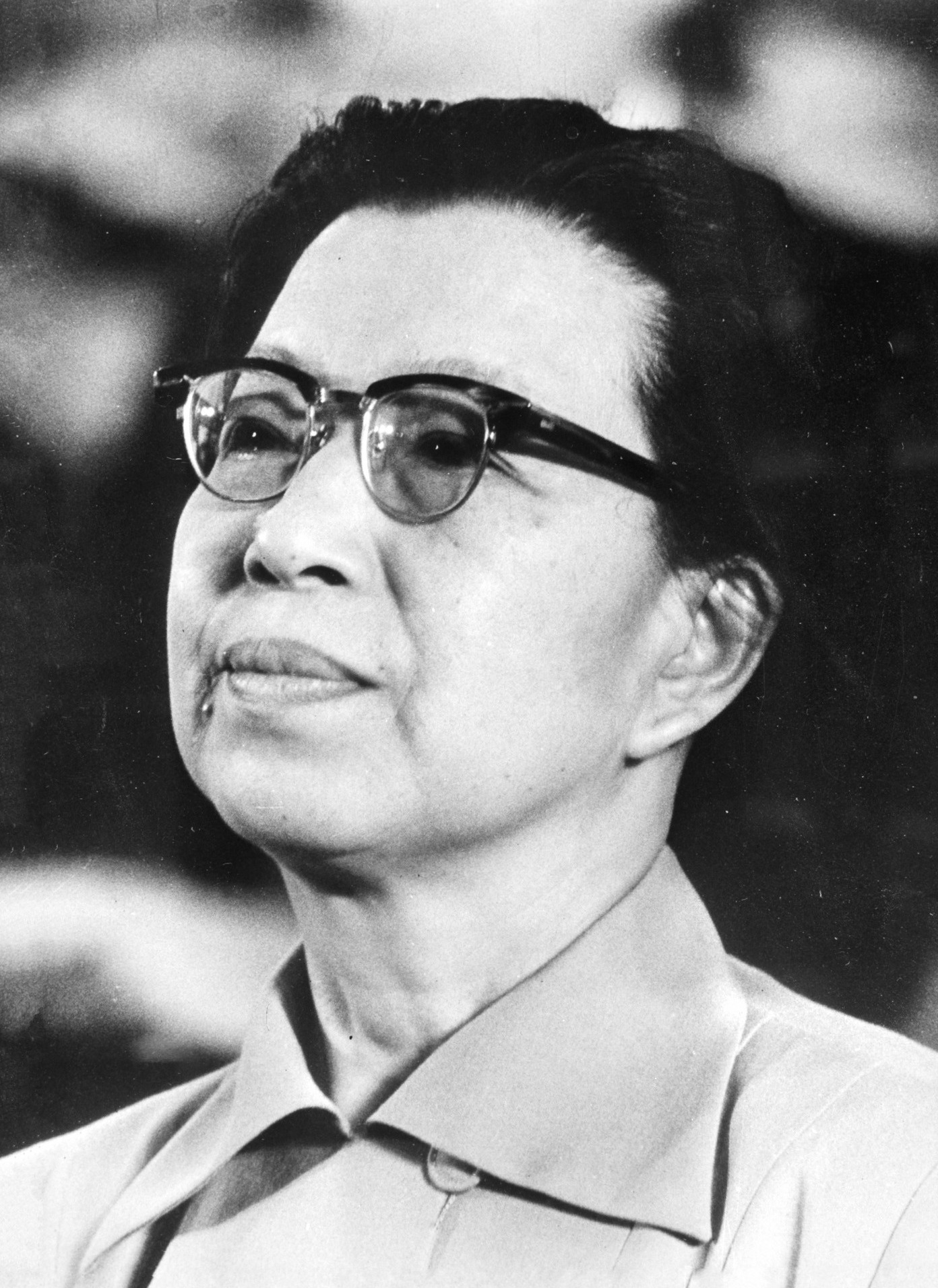
Jiang Qing (1914–1991)

- Jiang Shusheng (* 1940), chinesischer Hochschullehrer und Politiker in der Volksrepublik China
- Jiang Tianyi (* 1988), hongkong-chinesischer Tischtennisspieler
- Jiang Tingxi (1669–1732), chinesischer Maler und ein Editor der Enzyklopädie Gujin tushu jicheng
- Jiang Wan († 245), Regent der Shu Han
- Jiang Xinyu (* 1999), chinesische Tennisspielerin
- Jiang Yan (* 1989), chinesische Ruderin
- Jiang, Ai (* 1997), kanadische Schriftstellerin
- Jiang, Bo (* 1977), chinesische Mittel- und Langstreckenläuferin
- Jiang, Bu, elfte König der halb-legendären Xia-Dynastie
- Jiang, Chunli (* 1981), chinesische Skilangläuferin
- Jiang, Chunyun (1930–2021), chinesischer Politiker (Volksrepublik China)
- Jiang, Cuihua (* 1975), chinesische Bahnradsportlerin
- Jiang, Daming (* 1953), chinesischer Politiker in der Volksrepublik China und Gouverneur von Shandong
- Jiang, Dingzhi (* 1954), chinesischer Politiker, Gouverneur von Hainan
- Jiang, Guoliang (* 1965), chinesischer Badmintonspieler
- Jiang, Hengnan (* 1995), chinesischer Sprinter
- Jiang, Hua (1907–1999), chinesischer Jurist, Präsident des chinesischen Volksgerichtshofes
- Jiang, Huajun (* 1984), chinesische Tischtennisspielerin (Hongkong)
- Jiang, Huihua (* 1998), chinesische Gewichtheberin
- Jiang, Jianqing (* 1953), chinesischer Bankmanager
- Jiang, Jiehua (* 1996), chinesischer Sprinter
- Jiang, Jiemin (* 1954), chinesischer Politiker und Manager
- Jiang, Jin (* 1968), chinesischer Fußballnationalspieler
- Jiang, Jin (* 1989), chinesischer Filmemacher
- Jiang, Jinquan (* 1959), chinesischer Politiker (Volksrepublik China)
- Jiang, Joseph Mingyuan (1921–2008), chinesischer Geistlicher, Bischof von Zhào Xiàn
- Jiang, Jufeng (* 1948), chinesischer Politiker in der Volksrepublik China und Gouverneur von Sichuan
- Jiang, Kanghu (1883–1954), chinesischer Politiker und Literaturwissenschaftler
- Jiang, Kejun, chinesischer Klimawissenschaftler
- Jiang, Lan (* 1989), chinesische Leichtathletin
- Jiang, Lin (* 1981), chinesischer Bogenschütze
- Jiang, Luxia (* 1986), chinesische Kampfkünstlerin und Schauspielerin
- Jiang, Paul Taoran (1926–2010), chinesischer Geistlicher, Bischof im Bistum Shijiazhuang
- Jiang, Ping (1930–2023), chinesischer Wissenschaftler, Präsident der Chinesischen Universität für Politikwissenschaft und Recht
- Jiang, Qin (168–219), General der Wu-Dynastie
- Jiang, Ranxin (* 2000), chinesische Sportschützin
- Jiang, Shenglong (* 2000), chinesischer Fußballspieler
- Jiang, Shigong (* 1967), chinesischer Rechts- und Politiktheoretiker
- Jiang, Shuo (* 1958), chinesisch-österreichische Bildhauerin
- Jiang, Sosia (* 1979), neuseeländisch-chinesische Pokerspielerin
- Jiang, Tianyong, Anwalt in der Volksrepublik China

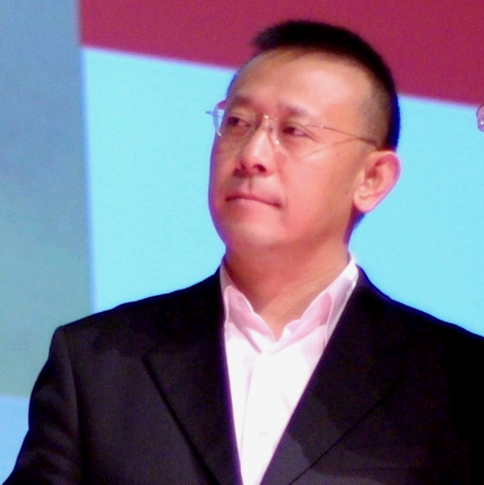
Jiang Wen (* 1963)

- Jiang, Tingting (* 1986), chinesische Synchronschwimmerin
- Jiang, Wei (202–264), Oberbefehlshaber der Armee der Shu Han
- Jiang, Wen (* 1963), chinesischer Schauspieler und RegisseurJiang Wen (* 1963)
- Jiang, Wenwen (* 1986), chinesische Synchronschwimmerin
- Jiang, Wenye (1910–1983), chinesischer Komponist
- Jiang, Xin (* 1969), chinesischer Badmintonspieler, später für Australien startend
- Jiang, Xindi (* 1997), chinesische Curlerin
- Jiang, Xinlin (* 1988), chinesischer Raumfahrer
- Jiang, Xuelian (* 1979), chinesische Badmintonspielerin, später für Kanada startend
- Jiang, Yanjiao (* 1986), chinesische Badmintonspielerin
- Jiang, Yanmei (* 1981), singapurische Badmintonspielerin
- Jiang, Yanyong (1931–2023), chinesischer Arzt
- Jiang, Yi-huah (* 1960), taiwanischer Politiker und Premierminister der Republik China
- Jiang, Yihong (* 1975), chinesische Schauspielerin
- Jiang, Yilun (* 1993), chinesische Curlerin
- Jiang, Yiting (* 2004), chinesische Sportschützin
- Jiang, Yong (1681–1762), konfuzianischer Phonologe
- Jiang, Yonghua (* 1973), chinesische Bahnradsportlerin
- Jiang, Yuyuan (* 1991), chinesische Turnerin
- Jiang, Zemin (1926–2022), chinesischer Staatsmann und PolitikerJiang Zemin (1926–2022)

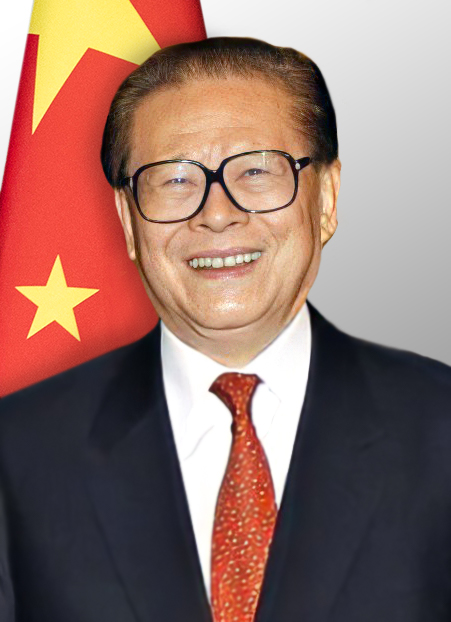
Jiang Zemin (1926–2022)

- Jiang, Zhenghua (* 1937), chinesischer Politiker und Demograf
- Jiang, Zhichao (* 2005), chinesische Diskuswerferin
- Jiang, Zijun (* 2005), chinesische Tennisspielerin
- Jiang, Zuobin (1884–1942), chinesischer Diplomat
- Jianu, Filip Cristian (* 2001), rumänischer Tennisspieler
- Jianu, Iancu (1787–1842), rumänischer Adliger und Heiduck
- Jianu, Vlad-Cristian (* 1984), rumänischer Schachspieler
- Jianwen (1377–1402), chinesischer Kaiser der Ming-Dynastie
- Jianzhen (688–763), chinesischer buddhistischer Priester
- Jiao, Guobiao (* 1963), chinesischer Dissident
- Jiao, Guorui (1923–1997), Arzt für Traditionelle chinesische Medizin
- Jiao, Liuyang (* 1991), chinesische Schwimmerin
- Jiao, Xun (1763–1820), chinesischer Gelehrter
- Jiao, Zhimin (* 1963), chinesische Tischtennisspielerin
- Jiaozi (* 1980), chinesischer Regisseur
- Jiaqing (1760–1820), Kaiser von China

### Jib
- Jibbs (* 1990), US-amerikanischer Rapper
- Jibladze, Tatia (* 1983), georgische Opernsängerin (Mezzosopran)
- Jibrayel, Henri (* 1951), französischer Politiker, Mitglied der Nationalversammlung
- Jibrell, Fatima, somalische Umweltschützerin

### Jic
- Jícha, Filip (* 1982), tschechischer Handballnationalspieler
- Jicha, Stephanie (* 1990), österreichische Politikerin (Grüne), Landtagsabgeordnete in Tirol
- Jíchová, Nikoleta (* 2000), tschechische Leichtathletin
- Jickeli, Joachim (* 1958), deutscher Jurist

### Jid
- JID (* 1990), US-amerikanischer RapperJID (* 1990)

JID (* 1990)

- Jidéhem (1935–2017), belgischer Comicautor
- Jidenna (* 1985), US-amerikanischer Rapper
- Jidoud, Ahmat (* 1980), nigrischer Wirtschaftswissenschaftler und Politiker

### Jie
- Jie, letzter Herrscher der Xia-Dynastie in China
- Jie, Zhou (* 1986), chinesischer Sprinter
- Jiel-Laval, Joseph (1855–1917), französischer Radrennfahrer
- Jien (1155–1225), japanischer buddhistischer Mönch, Lyriker und Historiker
- Jiewkhangplu, Chatwarin (* 1999), thailändischer Fußballspieler
- Jiezi, chinesischer Philosoph

### Jif
- Jifar, Habte (* 1976), äthiopischer Langstreckenläufer
- Jifar, Tesfaye (* 1976), äthiopischer Langstreckenläufer

### Jig
- Jigdral Yeshe Dorje (1904–1987), tibetischer Geistlicher, Linienhalter der Nyingma-Schule des tibetischen Buddhismus
- Jiggo (* 1995), deutscher Rapper und Sänger
- Jiggo267 (* 1997), Schweizer Hip-Hop-Musiker
- Jiggy, Jay (* 1989), deutscher Rapper und WebvideoproduzentJay Jiggy (* 1989)

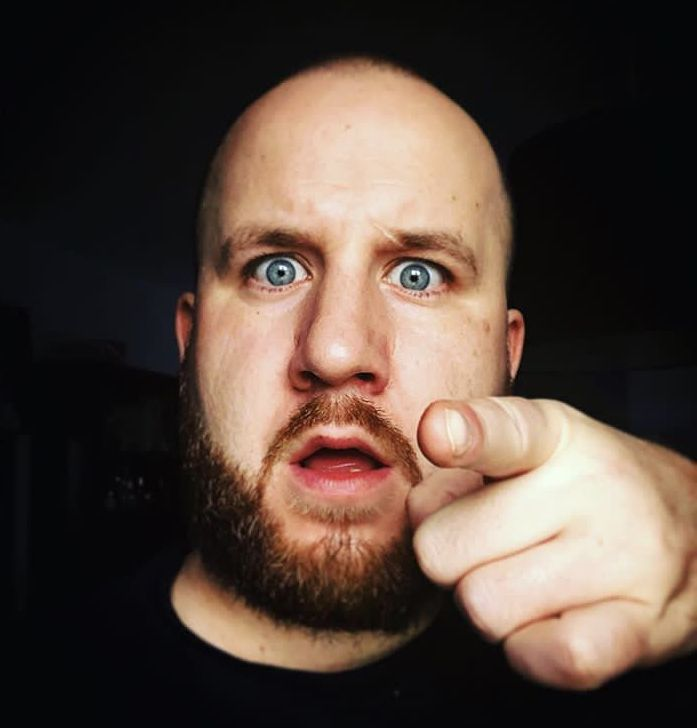
Jay Jiggy (* 1989)

- Jigme Guri (1966–2022), chinesischer Mönch des tibetischen Buddhismus
- Jigme Lingpa († 1798), tibetischer Dzogchen-Meister und Tertön der Nyingma-Tradition
- Jigme Palbar Bista († 2016), nepalesischer König von Mustang
- Jigme Phüntshog (1933–2004), chinesisch-tibetanischer Nyingma-Meister des tibetischen Buddhismus und Gründer der buddhistischen Akademie Larung Gar
- Jigme Tenpe Wangchug (1926–2000), 6. Gungthang Rinpoche
- Jigme Wangchuk (1905–1952), bhutanischer Adeliger, König von Bhutan
- Jigten Gönpo (1143–1217), Gründer der Drigung-Kagyü-Schule (tib.: 'bri gung bka' brgyud)
- Jigulina, Vika (* 1983), moldauische Musikproduzentin, Sängerin und DJ
- Jigzaw (* 1993), türkischer Rapper

### Jih
- Jihad, Abdulla (* 1964), maledivischer Politiker
- Jihadi John (1988–2015), islamistischer Terrorist
- Jiho (* 1997), südkoreanische Sängerin und Schauspielerin
- Jihyo (* 1997), südkoreanische Popsängerin und Mitglied der Girlgroup TwiceJihyo (* 1997)

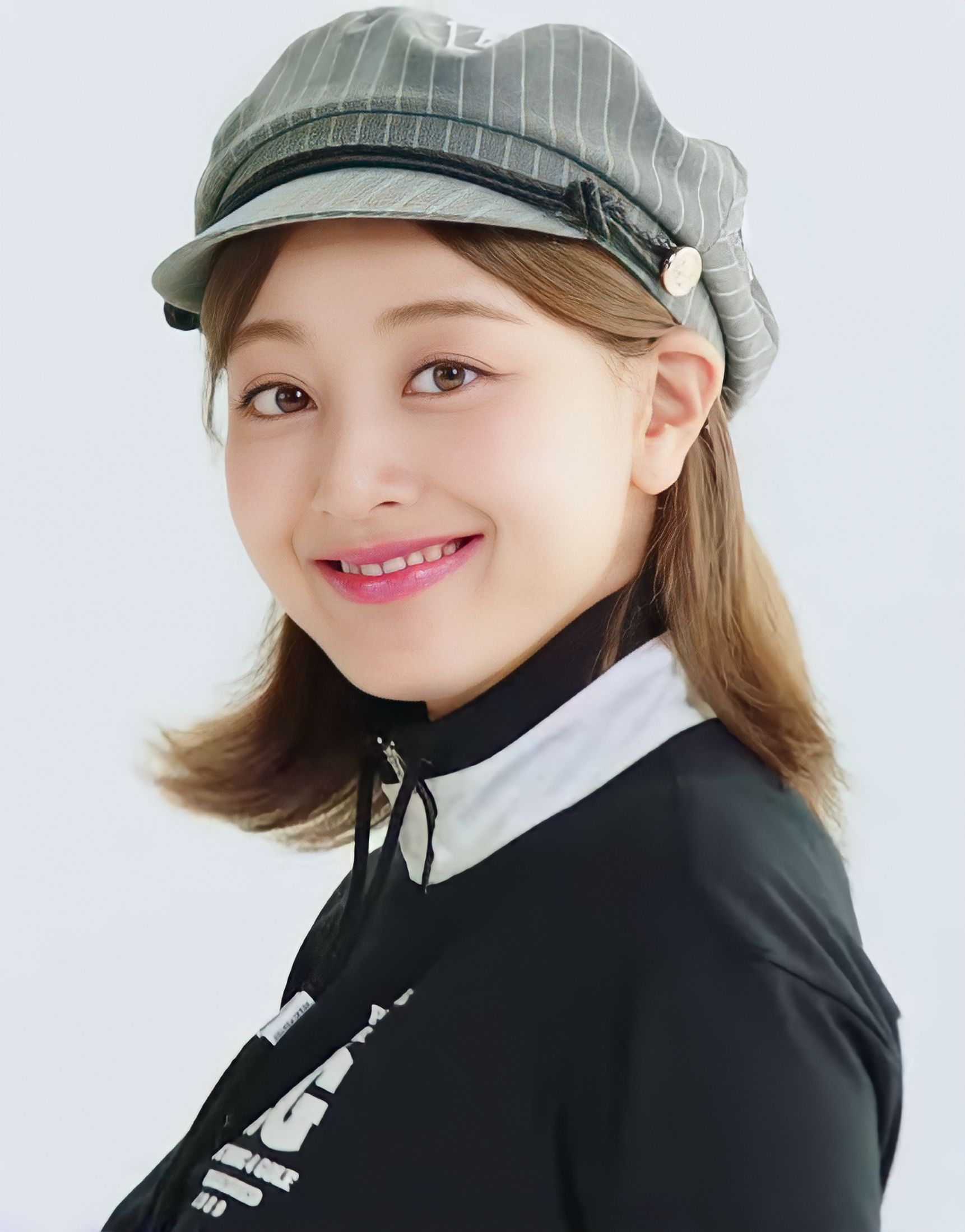
Jihyo (* 1997)

### Jij
- Jijabai (1598–1674), indische Adlige und Königsmutter
- Jijé (1914–1980), belgischer Comiczeichner
- Jijikine, Igor (* 1965), russischer SchauspielerIgor Jijikine (* 1965)

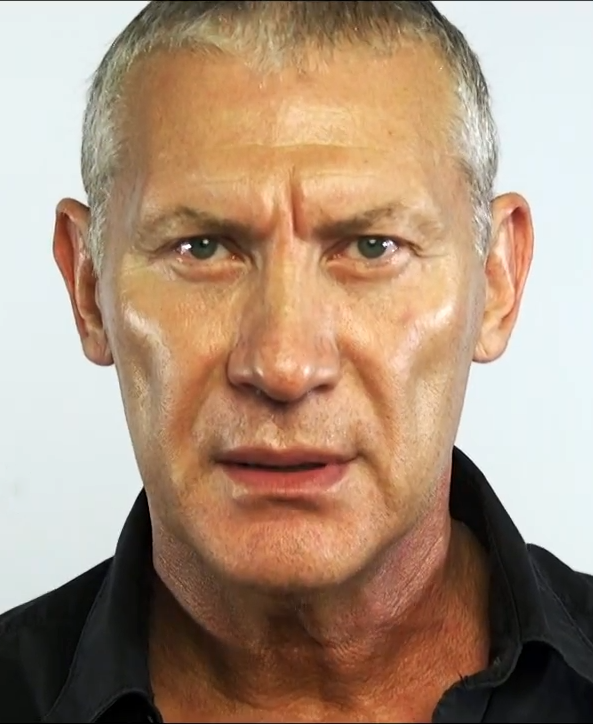
Igor Jijikine (* 1965)

### Jik
- Jikeli, Günther (* 1973), deutscher Historiker und Antisemitismusforscher
- Jikeli, Via (* 1997), deutsche Schauspielerin

### Jil
- Jilani, Hina (* 1953), pakistanische Anwältin und Menschenrechtsaktivistin
- Jilek, August (* 1949), deutscher Theologe und Hochschullehrer
- Jílek, Bohumil (1892–1963), tschechischer Politiker (KPTsch) und Journalist
- Jilek, Heinrich (1902–1986), deutscher Slawist und Bibliothekar
- Jílek, Jan († 1780), Vertreter der böhmischen protestantischen Bewegung und Mitbegründer der böhmischen Flüchtlingssiedlung Böhmisch Rixdorf bei Berlin
- Jílek, Martin (* 1956), deutsch-tschechischer Eishockeyspieler
- Jílek, Zdeněk (1919–1999), tschechischer Pianist und Musikpädagoge
- Jilemnický, Peter (1901–1949), slowakischer Schriftsteller
- Jiles, Pamela (* 1955), US-amerikanische Sprinterin
- Jiles, Pamela (* 1960), chilenische Politikerin und Journalistin
- Jiles, Paulette (1943–2025), US-amerikanische Schriftstellerin
- Jilg, Rainer Maria (* 1978), deutscher Fernsehmoderator
- Jilge, Wilfried (* 1970), deutscher OsteuropahistorikerWilfried Jilge (* 1970)

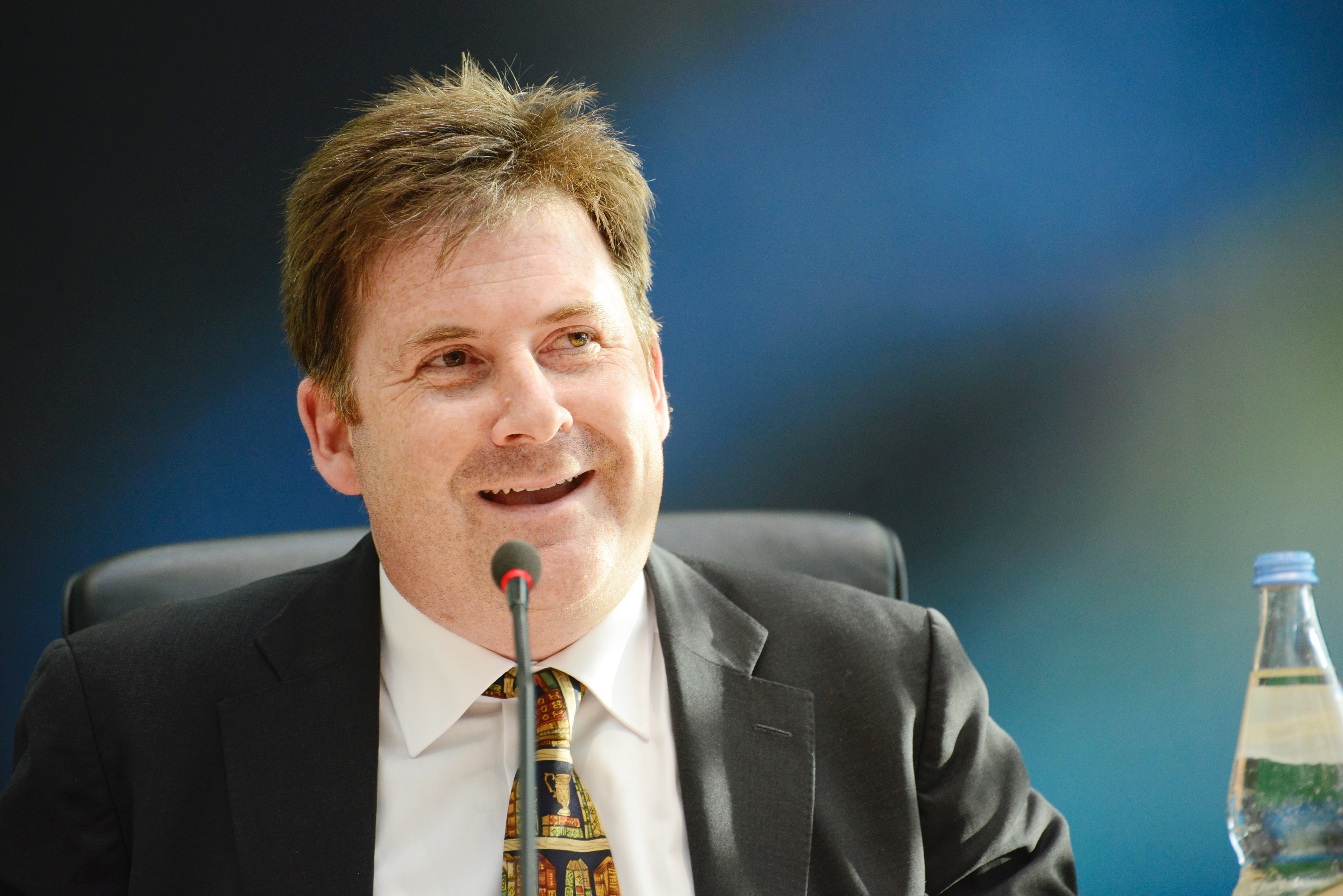
Wilfried Jilge (* 1970)

- Jilka, Brigitte (* 1956), österreichische Raumplanerin
- Jilka, Gerhard (* 1961), deutscher Schauspieler, Theaterregisseur und Synchronsprecher
- Jilke, Wolfgang (* 1949), österreichischer Offizier
- Jille (* 1987), japanische J-Pop-Sängerin
- Jille, Ruben (* 1996), niederländischer Badmintonspieler
- Jillette, Penn (* 1955), US-amerikanischer Trickkünstler und Komiker
- Jillian, Ann (* 1950), US-amerikanische Schauspielerin
- Jillo, Dube (* 1970), äthiopischer Marathonläufer
- Jillson, Jeff (* 1980), US-amerikanischer Eishockeyspieler
- Jilly, Wolfgang (* 1940), österreichischer Diplomat
- Jilo, Bekele (* 2001), äthiopischer Dreispringer
- Jilo, Bizunesh Tadesse (* 2000), äthiopische Speerwerferin
- Jilovsky, Georg (1884–1958), tschechischer Maler und Grafiker
- Jilsén, Björn (* 1959), schwedischer Handballspieler und -trainer
- Jilski, Herbert (1893–1979), deutscher Polizeigeneral, zuletzt SS-Brigadeführer und Generalmajor der Polizei im nationalsozialistischen Deutschen Reich während des Zweiten Weltkriegs
- Jiluwi bin Abdulaziz (* 1958), saudi-arabischer Politiker und Mitglied des Hauses Saud

### Jim
- Jim, Old, italienischer DJ und Musikproduzent
- Jimbo, Akira (* 1959), japanischer Jazz-Fusion-Schlagzeuger
- Jimbō, Michio (* 1951), japanischer Mathematiker
- Jimbo, Rei (* 1974), japanische Synchronschwimmerin
- Jimbo, Yūki (* 1995), japanische Sprinterin
- Jimena Díaz, spanische Ehefrau des spanischen Nationalhelden El Cid
- Jiménez Berroa, José Manuel (1855–1917), kubanischer Komponist, Pianist und Musikpädagoge
- Jiménez Brin, Enrique Adolfo (1888–1970), panamaischer Diplomat und Politiker
- Jiménez Carvajal, Jorge Enrique (* 1942), kolumbianischer Ordensgeistlicher, römisch-katholischer Erzbischof von Cartagena
- Jiménez de Alcalá, José María, spanischer Romanist und Hispanist, der in England als Hochschullehrer wirkte
- Jiménez de Aréchaga, Eduardo (1918–1994), uruguayischer Jurist und Präsident des Internationalen Gerichtshofs (1976–1979)
- Jiménez de Cisneros, Francisco (1436–1517), spanischer GroßinquisitorFrancisco Jiménez de Cisneros (1436–1517)

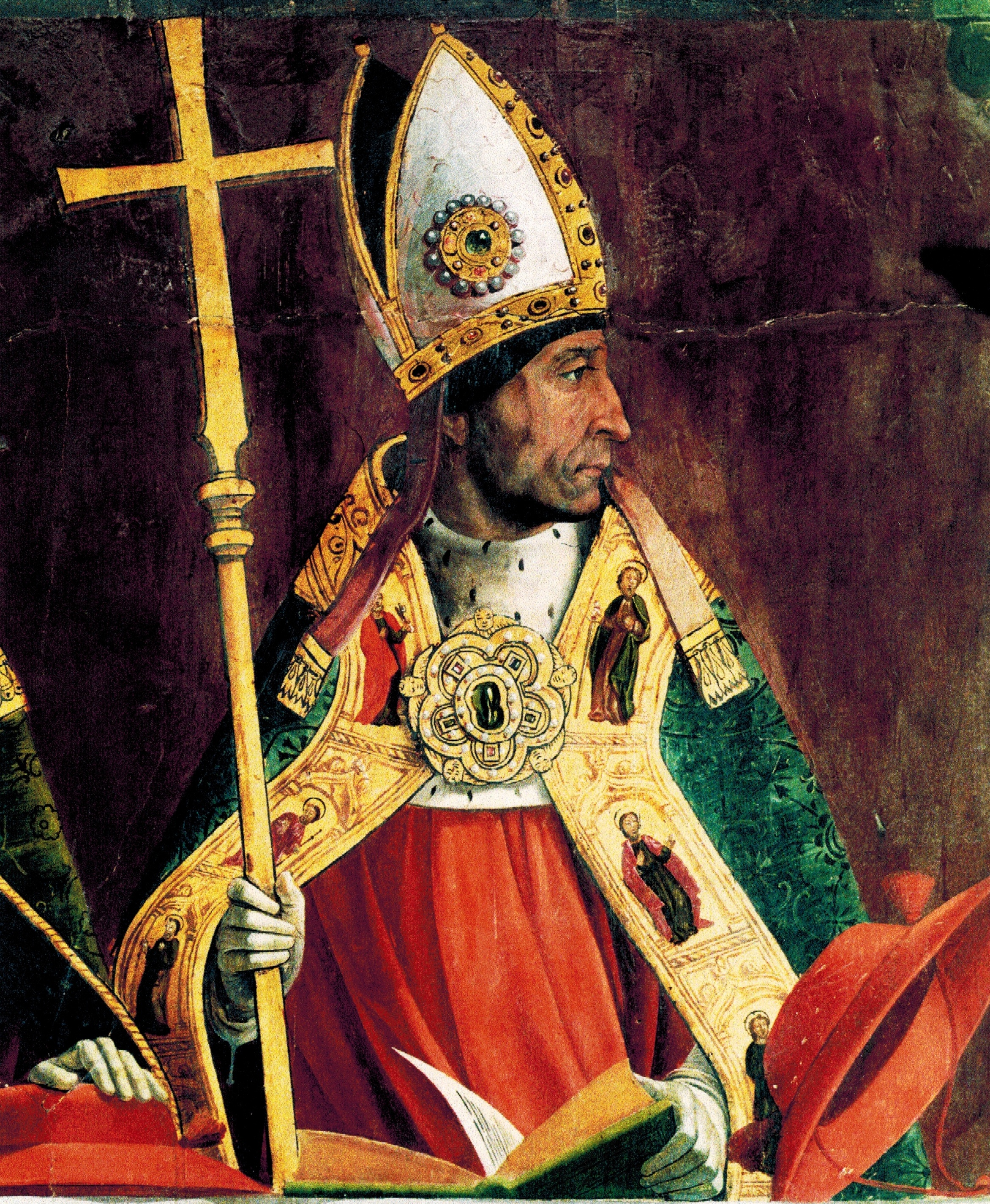
Francisco Jiménez de Cisneros (1436–1517)

- Jiménez de Montalvo, Juan (1561–1629), Vizekönig von Peru
- Jiménez de Quesada, Gonzalo (1509–1579), spanischer Konquistador und AnwaltGonzalo Jiménez de Quesada (1509–1579)

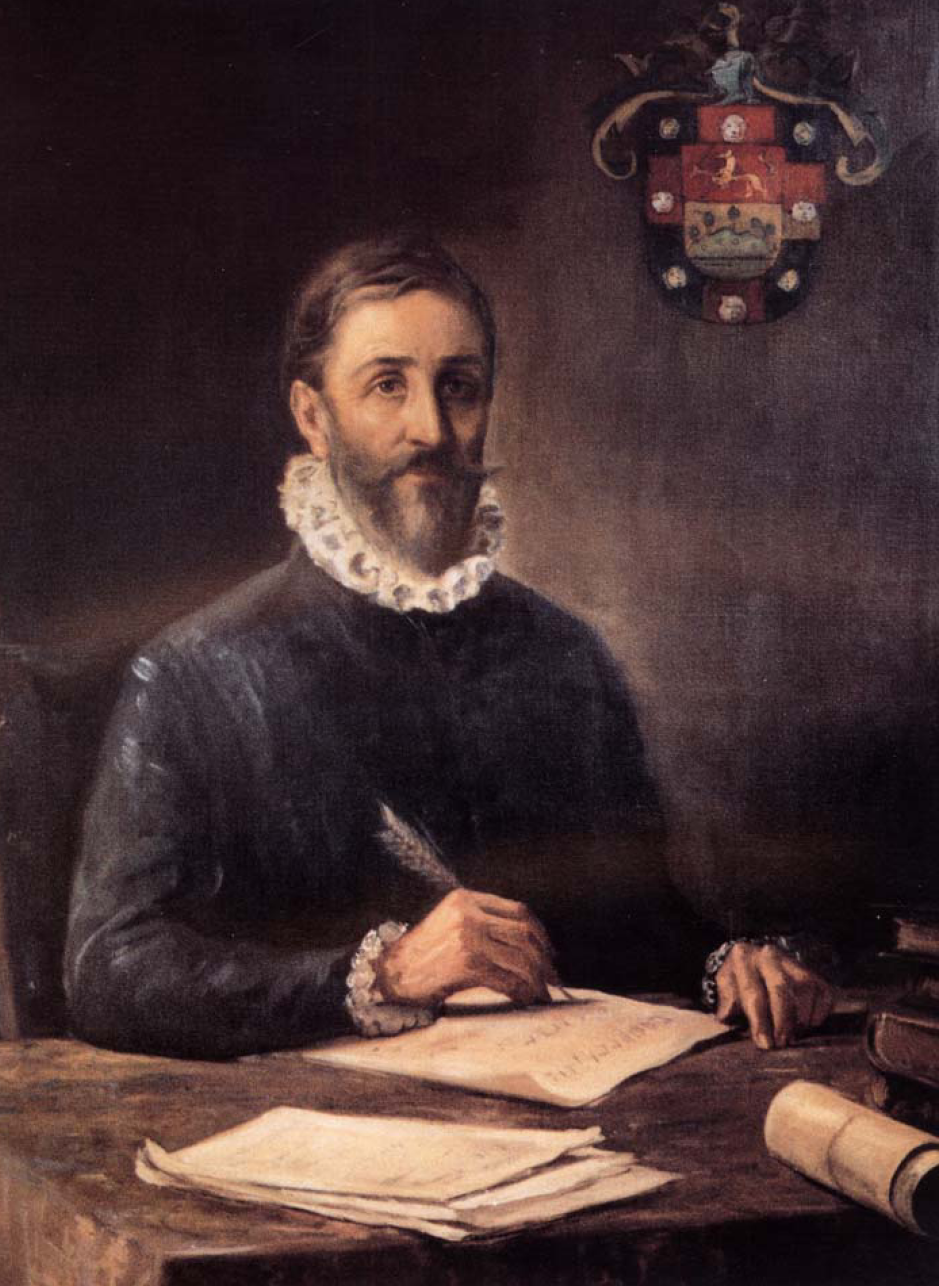
Gonzalo Jiménez de Quesada (1509–1579)

- Jiménez de Rada, Rodrigo (1170–1247), spanischer Kleriker, Feldherr und Historiker
- Jiménez del Oso, Fernando (1941–2005), spanischer Schriftsteller
- Jiménez Echave, Aitor (* 1962), spanischer römisch-katholischer Ordenspriester und Kurienbeamter
- Jiménez Faro, Luzmaría (1937–2015), spanische Verlegerin, Herausgeberin, Dichterin und Essayistin
- Jiménez Fernández, José (* 1943), spanischer Schauspieler und Sänger
- Jiménez Fraud, Alberto (1883–1964), spanischer Pädagoge
- Jiménez Gago, Roberto (* 1986), spanischer Fußballtorhüter
- Jiménez Gallego, Carlos (* 1995), spanischer Volleyballspieler
- Jiménez González, María Auxiliadora (* 1975), spanische Fußballspielerin
- Jiménez Hernández, Benjamín (1938–2020), mexikanischer Geistlicher, römisch-katholischer Bischof von Culiacán
- Jiménez Jiménez, Manuel (* 1964), spanischer Fußballtrainer
- Jiménez Kasintseva, Victoria (* 2005), andorranische Tennisspielerin
- Jiménez Lafeble, Alejandro (1936–1998), chilenischer Geistlicher, römisch-katholischer Bischof von Valdivia
- Jiménez Licona, Carlos Humberto (* 1952), guatemaltekischer Militär und Diplomat
- Jiménez López, Miguel (1875–1955), kolumbianischer Mediziner, Politiker und Rassentheoretiker
- Jiménez Lozano, José (1930–2020), spanischer Schriftsteller, Essayist, Journalist und Poet
- Jiménez Mabarak, Carlos (1916–1994), mexikanischer Komponist
- Jiménez Manjón, Antonio (1866–1919), spanischer Gitarrist und Komponist
- Jiménez Maxwell, Joaquín (1935–2011), dominikanischer Journalist, Hörfunksprecher und -direktor
- Jiménez Mayor, Juan (* 1964), peruanischer Jurist und Politiker, Premierminister (2012–2013)
- Jiménez Mendivil, Soraya (1977–2013), mexikanische Gewichtheberin
- Jiménez Mendoza, José Adalberto (* 1969), ecuadorianischer römisch-katholischer Ordensgeistlicher, Apostolischer Vikar von Aguarico
- Jiménez Muñoz, Jaime (* 1930), mexikanischer Botschafter und General
- Jiménez Narváez, Gilberto (1937–2015), kolumbianischer Geistlicher und Weihbischof in Medellín
- Jiménez Oreamuno, Ricardo (1859–1945), Präsident Costa Ricas
- Jiménez Ortega, Manuel de Jesús (* 1952), dominikanischer Sänger und Komponist
- Jiménez Ortiz, José Manuel (* 1981), spanischer Fußballspieler
- Jiménez Ponce, Miguel (* 1990), mexikanischer Fußballtorhüter
- Jiménez Puerto, Milton (* 1961), honduranischer Politiker
- Jiménez Quiles, Antonio (1934–2023), spanischer Radrennfahrer
- Jiménez Ruiz, José (* 1946), spanischer General
- Jiménez Sánchez, Carlos (* 1976), spanischer Basketballspieler
- Jiménez Sánchez-Mariscal, Demetrio (1963–2019), spanischer Ordensgeistlicher, katholischer Bischof, Prälat von Cafayate
- Jiménez Villarejo, Carlos (* 1935), spanischer Politiker (Podemos), MdEP und Staatsanwalt
- Jiménez y Muro, Dolores (1848–1925), mexikanische Freiheitskämpferin, Revolutionärin
- Jiménez Zamora, Jesús (1823–1897), Präsident Costa Ricas
- Jiménez Zamora, Vicente (* 1944), spanischer Geistlicher, emeritierter römisch-katholischer Erzbischof von Saragossa
- Jiménez, Alberto (* 1969), mexikanischer Boxer im Fliegengewicht
- Jiménez, Álex (* 2005), spanischer Fußballspieler
- Jiménez, Alfredo (1951–2022), mexikanischer Fußballspieler
- Jiménez, Anacleto (* 1967), spanischer Langstreckenläufer
- Jiménez, Andrea (* 2001), spanische Sprinterin
- Jimenez, Andrew (* 1972), US-amerikanischer Animator, Drehbuchautor und Regisseur
- Jiménez, Antonio David (* 1977), spanischer Hindernisläufer
- Jiménez, Apolinor (* 1944), paraguayischer Fußballspieler
- Jiménez, Camila (* 2004), bolivianische Leichtathletin
- Jimenez, Carles Sirvan (* 1988), andorranischer Fußballspieler
- Jiménez, Carlos (* 1951), argentinischer Sänger, der die Musikrichtung Cuarteto mitprägte
- Jimenez, Cédric (* 1976), französischer Filmregisseur, Drehbuchautor und Filmproduzent
- Jiménez, Celia (* 1995), spanische Fußballspielerin
- Jiménez, Daniel (* 1969), puerto-ricanischer Boxer im Superbantam- und Bantamgewicht
- Jiménez, Dariamny (* 2000), dominikanische Sprinterin
- Jiménez, David (* 1992), costa-ricanischer Boxer
- Jimenez, Edorta (* 1953), baskischer Schriftsteller
- Jiménez, Eduardo (* 1955), chilenischer Fußballspieler
- Jiménez, Eladio (* 1976), spanischer Radrennfahrer
- Jiménez, Enrique (* 1985), spanischer Altorientalist
- Jiménez, Flaco (1939–2025), mexikanisch-amerikanischer Tex-Mex-Musiker, AkkordeonistFlaco Jiménez (1939–2025)

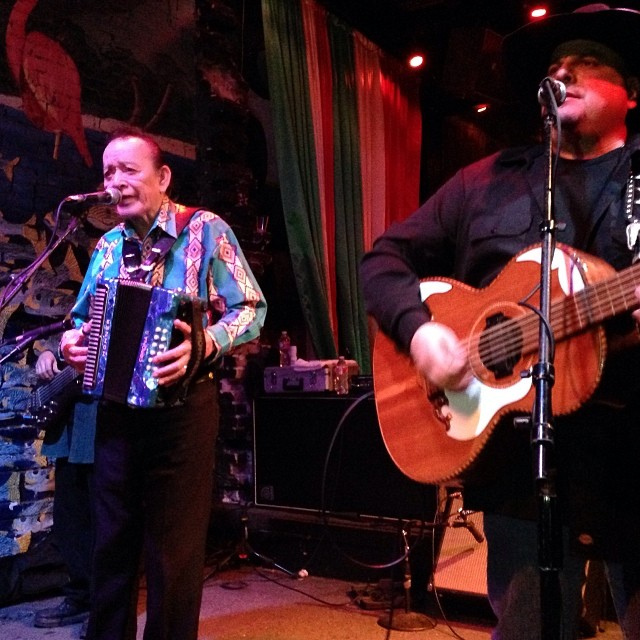
Flaco Jiménez (1939–2025)

- Jiménez, Francisco († 1620), spanischer Dominikaner
- Jiménez, Georgina (1904–1994), panamaische Soziologin, Hochschullehrerin und Frauenrechtsaktivistin
- Jiménez, Gloria, peruanische Badmintonspielerin
- Jiménez, Gustavo (1886–1933), peruanischer Präsident 1931
- Jiménez, Héctor (* 1973), mexikanischer Schauspieler und FilmproduzentHéctor Jiménez (* 1973)

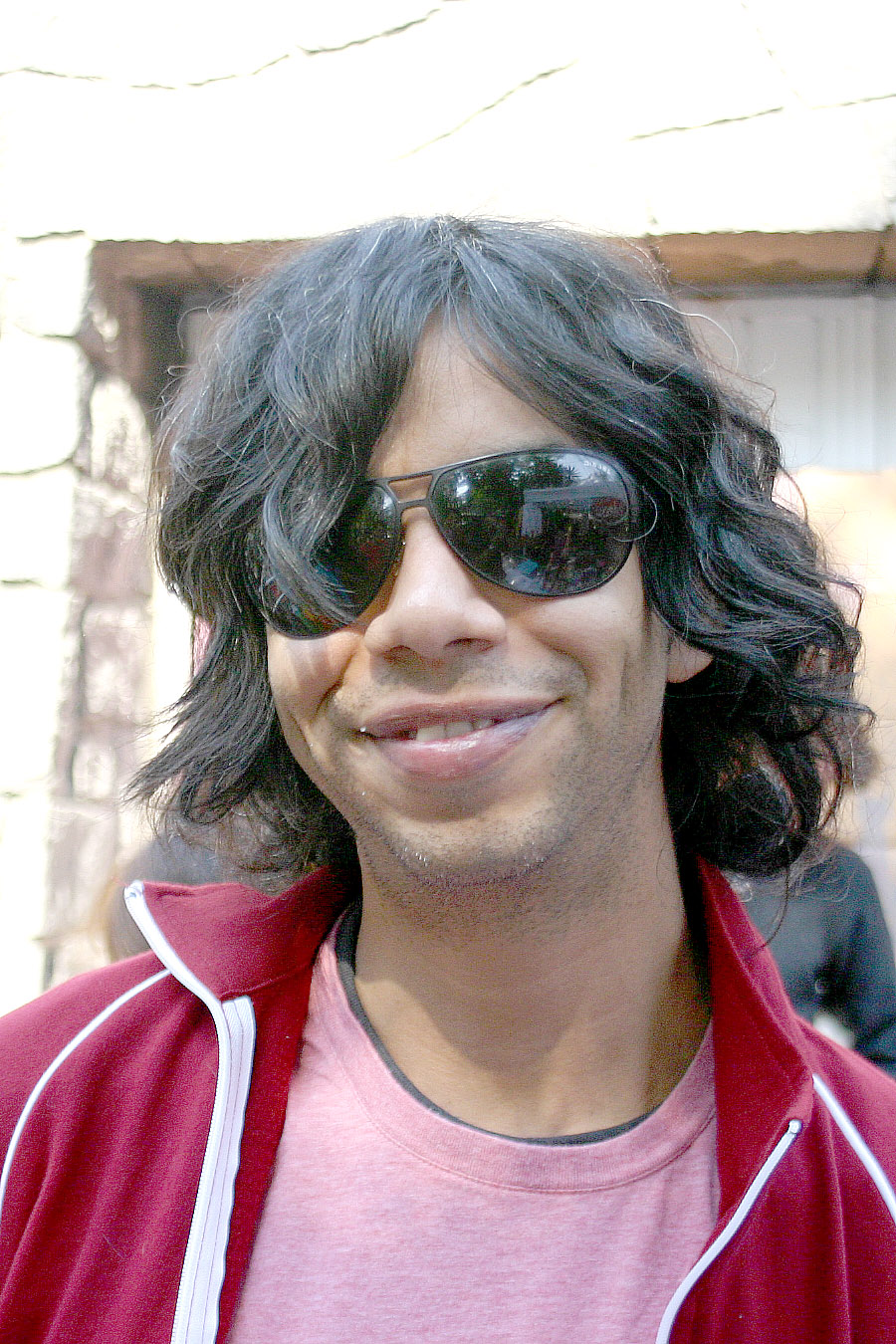
Héctor Jiménez (* 1973)

- Jiménez, Hector (* 1988), US-amerikanischer Fußballspieler
- Jimenez, Hennely, US-amerikanische Schauspielerin, Tänzerin und ein Model
- Jiménez, Iker (* 1973), spanischer Journalist und Buchautor
- Jiménez, Iriner (* 1988), venezolanische Gewichtheberin
- Jiménez, Isidora (* 1993), chilenische Sprinterin
- Jiménez, Israel (* 1989), mexikanischer Fußballspieler
- Jiménez, Jaime (* 1980), spanischer Fußballspieler
- Jimenez, Joaquin (* 1956), französischer Medailleur
- Jiménez, Jordy (* 1994), ecuadorianischer Leichtathlet
- Jiménez, José Alfredo (1926–1973), mexikanischer Sänger und Komponist
- Jiménez, José María (1971–2003), spanischer Radrennfahrer
- Jiménez, José Mariano (1781–1811), mexikanischer Revolutionär
- Jiménez, José Patrocinio (* 1952), kolumbianischer Radrennfahrer
- Jiménez, José Ricardo (* 1995), mexikanischer Leichtathlet
- Jimenez, Joseph (* 1959), US-amerikanischer ManagerJoseph Jimenez (* 1959)

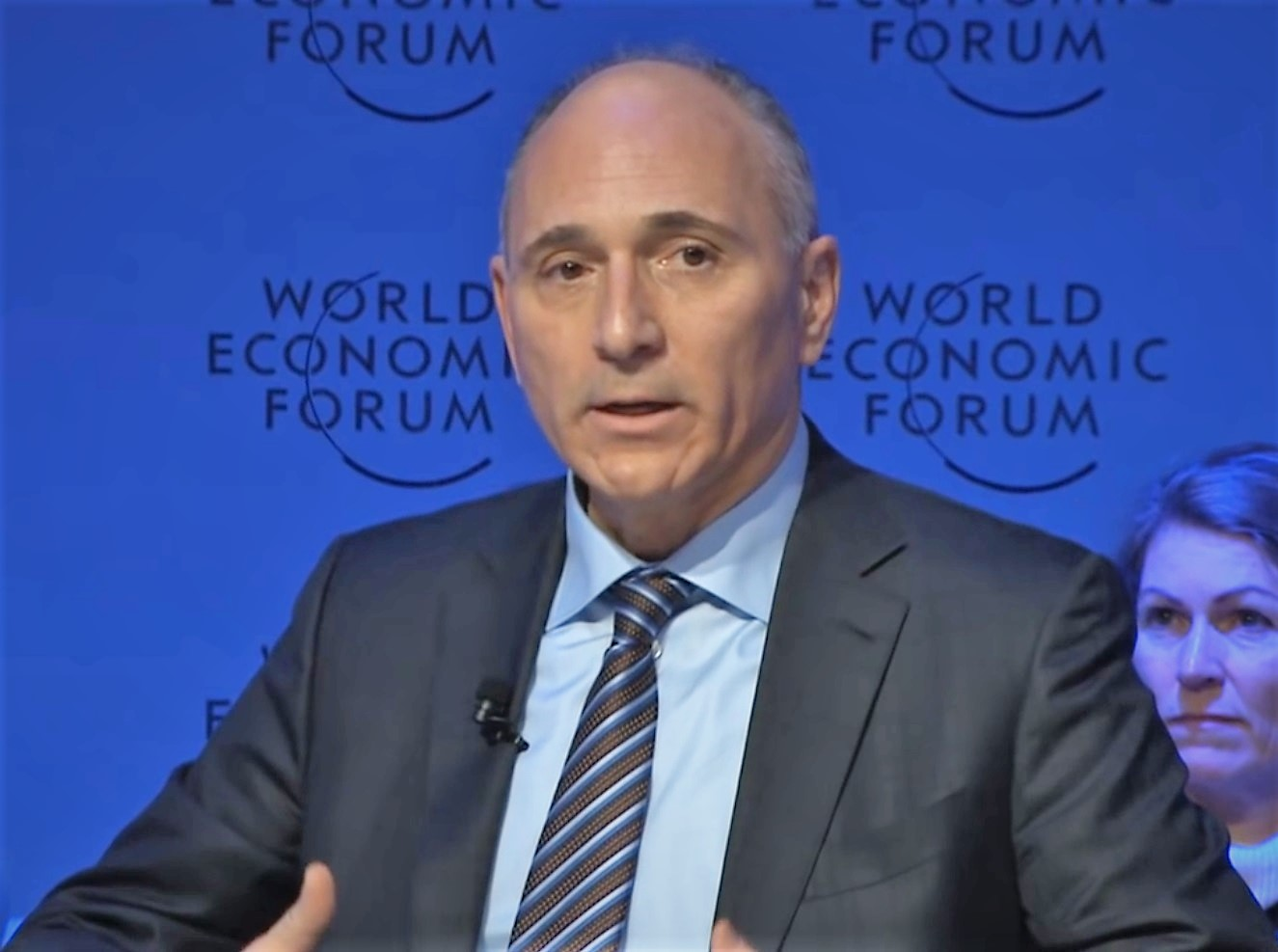
Joseph Jimenez (* 1959)

- Jiménez, Juan Isidro (1846–1919), Präsident der Dominikanischen Republik
- Jiménez, Juan Ramón (1881–1958), spanischer Lyriker, Prosaist und Nobelpreisträger
- Jiménez, Julio, kolumbianischer Drehbuchautor
- Jiménez, Julio (1934–2022), spanischer Radrennfahrer
- Jiménez, Layselys (* 2001), kubanische Kugelstoßerin
- Jiménez, Lucía (* 1978), spanische Schauspielerin
- Jiménez, Luis (* 1984), chilenischer Fußballspieler
- Jiménez, Manolo (* 1976), andorranischer Fußballspieler
- Jiménez, Manuel (1808–1854), Präsident der Dominikanischen Republik
- Jiménez, Manuel (1940–2017), spanischer Bogenschütze
- Jiménez, María (1950–2023), spanische Sängerin
- Jiménez, Marta, spanische Philosophin und Philosophiehistorikerin
- Jiménez, Melissa (* 1984), US-amerikanisch-mexikanische Sängerin
- Jiménez, Miguel Ángel (* 1964), spanischer GolferMiguel Ángel Jiménez (* 1964)

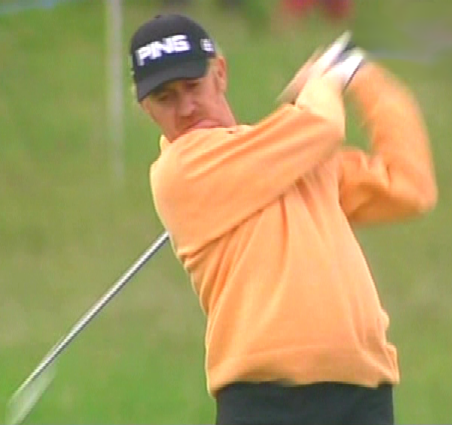
Miguel Ángel Jiménez (* 1964)

- Jiménez, Miguel Bernal (1910–1956), mexikanischer Komponist, Organist, Pädagoge und Musikwissenschaftler
- Jiménez, Natalia (* 1981), spanische Musikerin
- Jiménez, Nemesio (* 1946), spanischer Radrennfahrer
- Jimenez, Omar (* 1993), US-amerikanischer Journalist und Korrespondent
- Jiménez, Orangy (* 2001), venezolanische Sprinterin
- Jiménez, Osama (* 2002), peruanischer Fußballspieler
- Jiménez, Oton (1895–1988), costa-ricanischer Botaniker
- Jiménez, Paloma (* 1983), mexikanisches Fotomodell
- Jiménez, Patria (* 1957), mexikanische Politikerin
- Jimenez, Phil (* 1970), US-amerikanischer Comiczeichner und -autor
- Jiménez, Porfi (1928–2010), venezolanischer Komponist, Arrangeur und Bandleader
- Jiménez, Porfirio (* 1965), mexikanischer Fußballspieler
- Jiménez, Ramón Emilio (1886–1971), dominikanischer Schriftsteller
- Jiménez, Raúl (* 1991), mexikanischer FußballspielerRaúl Jiménez (* 1991)
- Jiménez, Rosa, spanische Turnerin

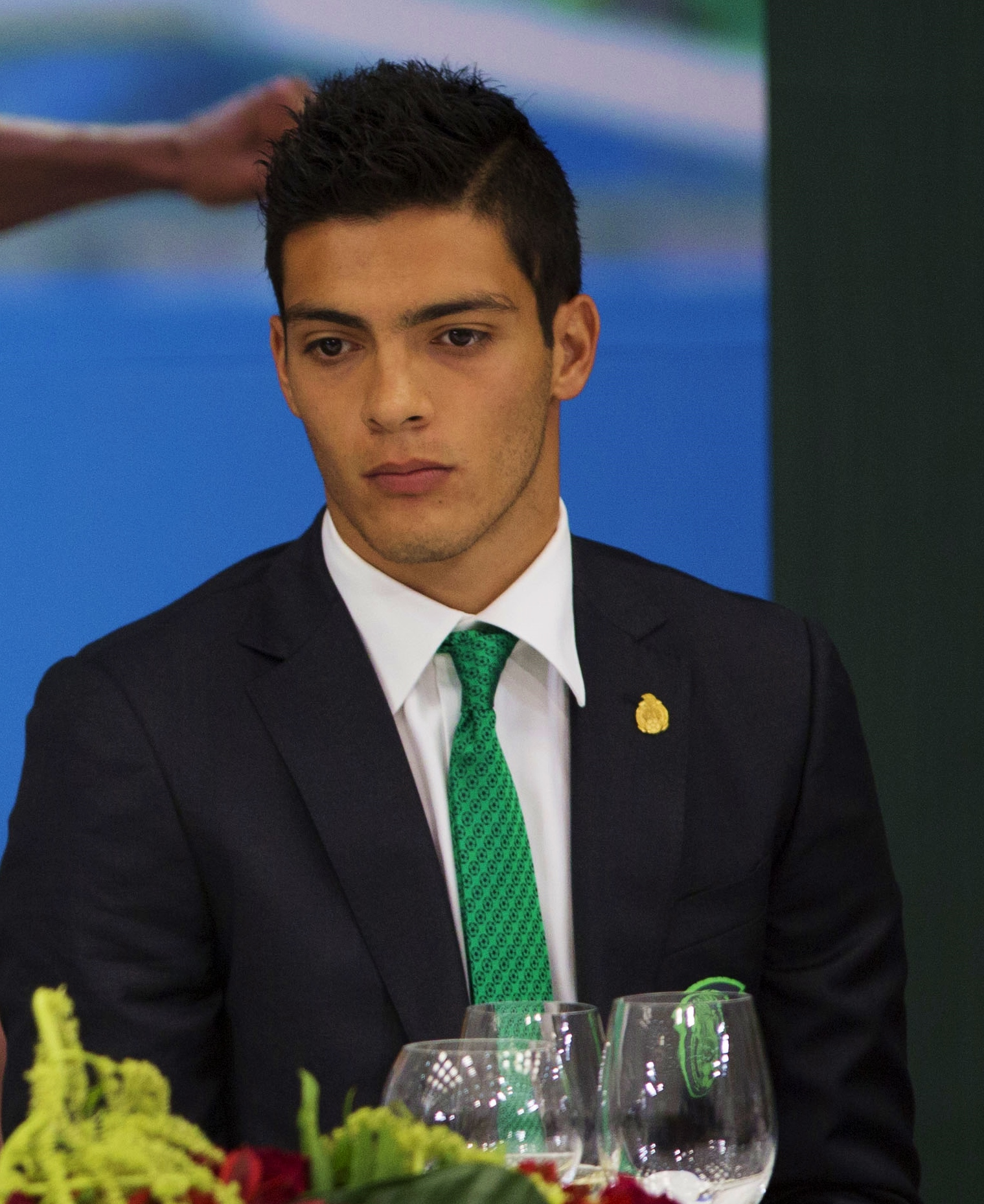
Raúl Jiménez (* 1991)

- Jimenez, Ryan (* 1971), philippinischer Geistlicher und römisch-katholischer Erzbischof von Agaña
- Jiménez, Sergio (1937–2007), mexikanischer Schauspieler und Filmregisseur
- Jimenez, Sérgio (* 1984), brasilianischer Rennfahrer
- Jiménez, Silvia, peruanische Badmintonspielerin
- Jiménez, Sixto (* 1962), spanischer Beachvolleyballspieler
- Jimenez, Trevor, kanadischer Animator und Regisseur bei Pixar
- Jiménez, Trinidad (* 1962), spanische Politikerin (PSOE)
- Jiménez, Walter Antonio (1939–2023), argentinischer Fußballspieler
- Jimenez-Magsanoc, Letty (1941–2015), philippinische Journalistin und langjährige Chefredakteurin des Philippine Daily Inquirer
- Jimeno († 931), König von Navarra
- Jimeno, Sandra, peruanische Badmintonspielerin
- Jimi D. (* 1980), österreichischer Singer-Songwriter
- Jimi, Shōzaburō (* 1945), japanischer Politiker
- Jimie, Elizabeth (* 1992), malaysische Wasserspringerin
- Jimilian (* 1994), albanisch-dänischer Popsänger
- Jimin (* 1995), südkoreanischer Sänger, Songwriter und Tänzer
- Jimmaku, Kyūgorō (1829–1903), japanischer Sumōringer und der zwölfte Yokozuna
- Jimmerthal, Hermann (1809–1886), deutscher Organist
- Jimmyjoe, Sam (* 1989), Schweizer Schauspieler

### Jin
- Jin, 13. König der halb-legendären Xia-Dynastie von China
- Jin (* 1992), südkoreanischer Sänger und SongwriterJin (* 1992)

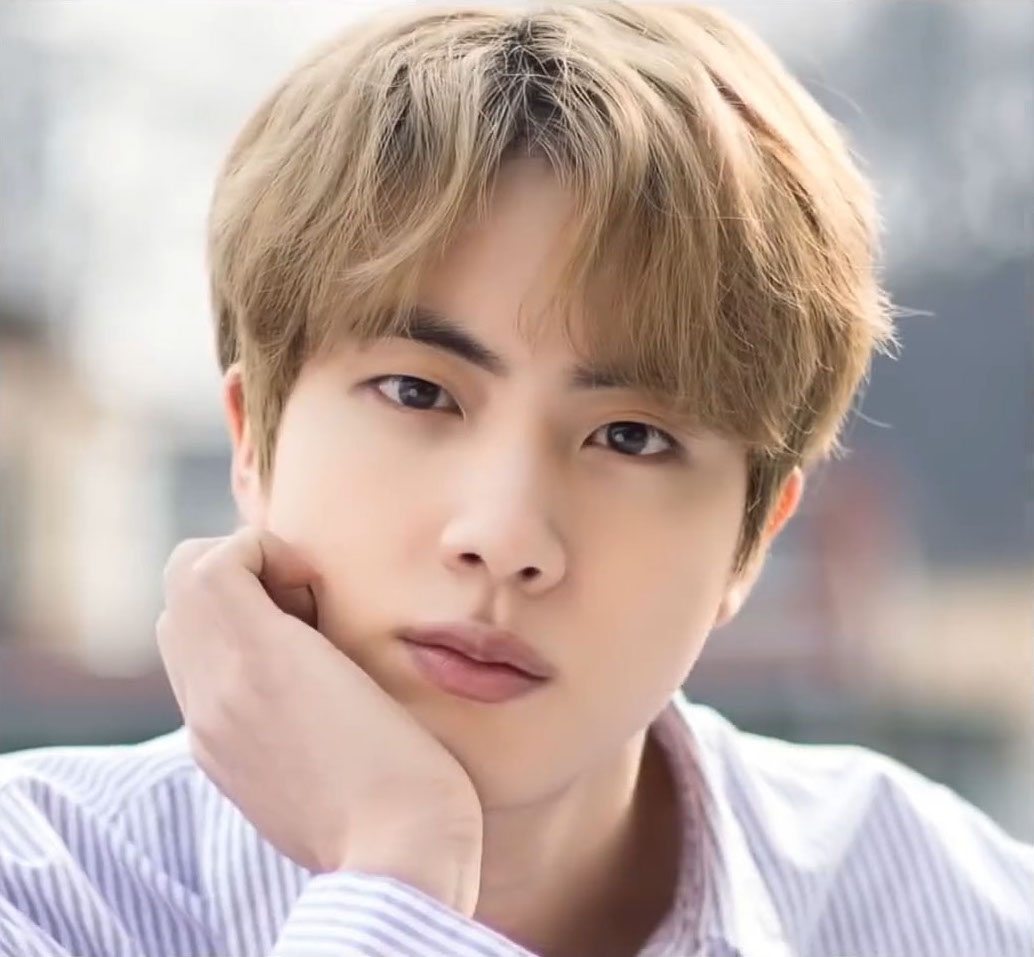
Jin (* 1992)

- Jin Andi, chinesischer Kaiser (396–418), ältester Sohn von Kaiser Jin Xiaowudi
- Jin Daoyuan, Andrew (1929–2019), chinesischer Geistlicher, römisch-katholischer Bischof
- Jin Feidi († 386), Kaiser von China
- Jin Gongdi († 421), chinesischer Kaiser (418–420)
- Jin Huidi (259–307), Kaiser von China
- Jin Long (* 1981), chinesischer Snookerspieler
- Jin Mindi, Kaiser von China (313–316) aus der Jin-Dynastie
- Jin Mudi († 361), chinesischer Kaiser
- Jin Wudi (236–290), Kaiser von China (265–290)Jin Wudi (236–290)

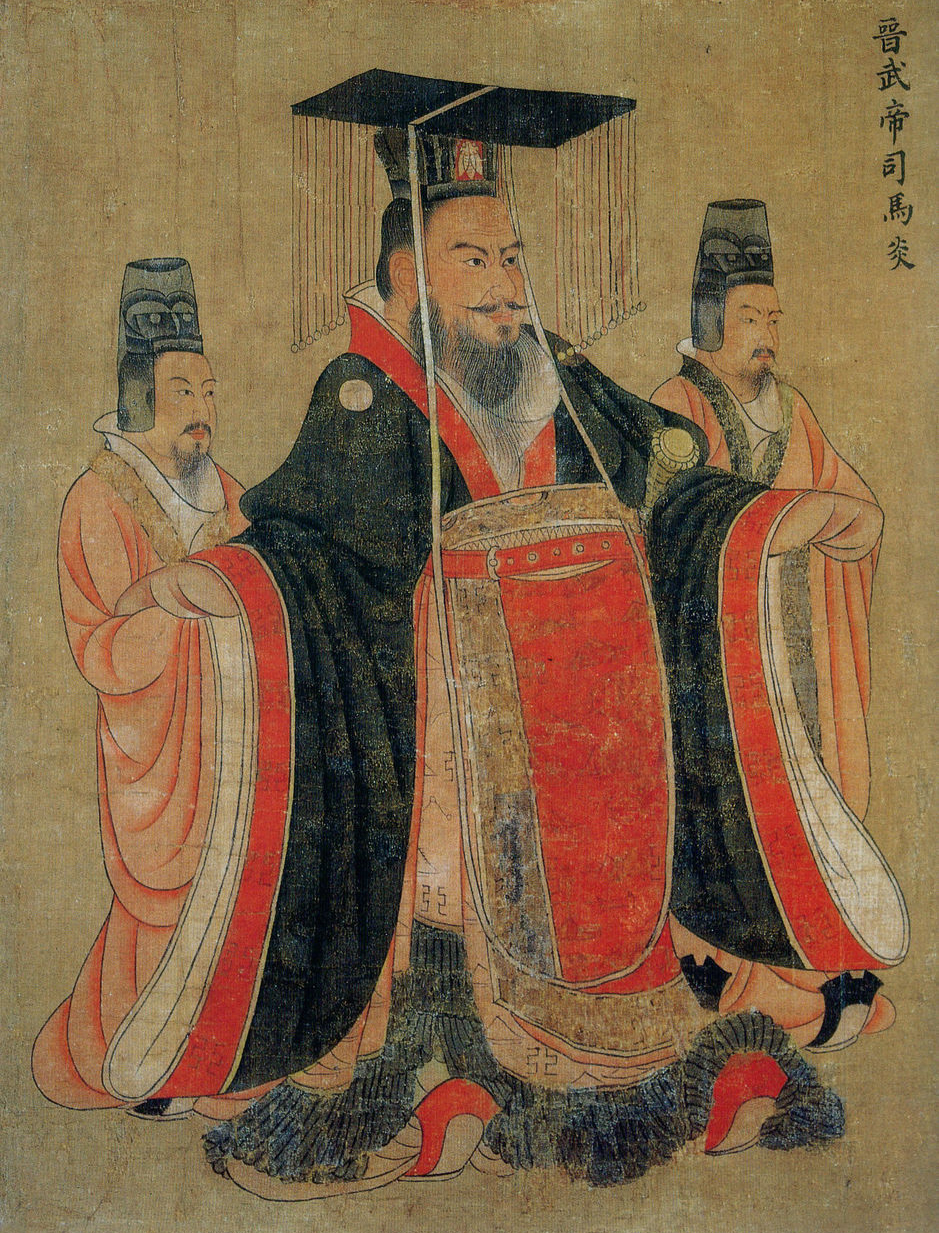
Jin Wudi (236–290)

- Jin Xiaomei (* 1983), chinesische Fußballspielerin
- Jin Xing (* 1967), chinesische Tänzerin und Choreografin
- Jin Yan (* 1972), chinesische Fußballspielerin
- Jin Yuandi († 323), chinesischer Kaiser
- Jin Yuelin (1895–1984), chinesischer Philosoph und Logiker
- Jin, Aloysius Luxian (1916–2013), chinesischer Ordensgeistlicher, römisch-katholischer Bischof von Sanghai
- Jin, Boyang (* 1997), chinesischer Eiskunstläufer
- Jin, Deborah (1968–2016), US-amerikanische Physikerin
- Jin, Fengling (* 1982), chinesische Eishockeyspielerin
- Jin, Gyeong-suk (1980–2005), nordkoreanische Frau sowie Entführungs- und Folteropfer
- Jin, Ha (* 1956), US-amerikanischer Autor chinesischer Herkunft
- Jin, Hee-kyung (* 1968), südkoreanische Schauspielerin
- Jin, Jang-rim (* 1942), südkoreanischer Schwimmer
- Jin, Ji-hee (* 1999), südkoreanische Schauspielerin und Synchronsprecherin
- Jin, Jong-oh (* 1979), südkoreanischer Sportschütze in den Disziplinen Luftpistole und Freie Pistole
- Jin, Ju-dong (* 1972), nordkoreanischer Ringer
- Jin, Keyu (* 1982), chinesische Wirtschaftswissenschaftlerin und UniversitätsprofessorinKeyu Jin (* 1982)

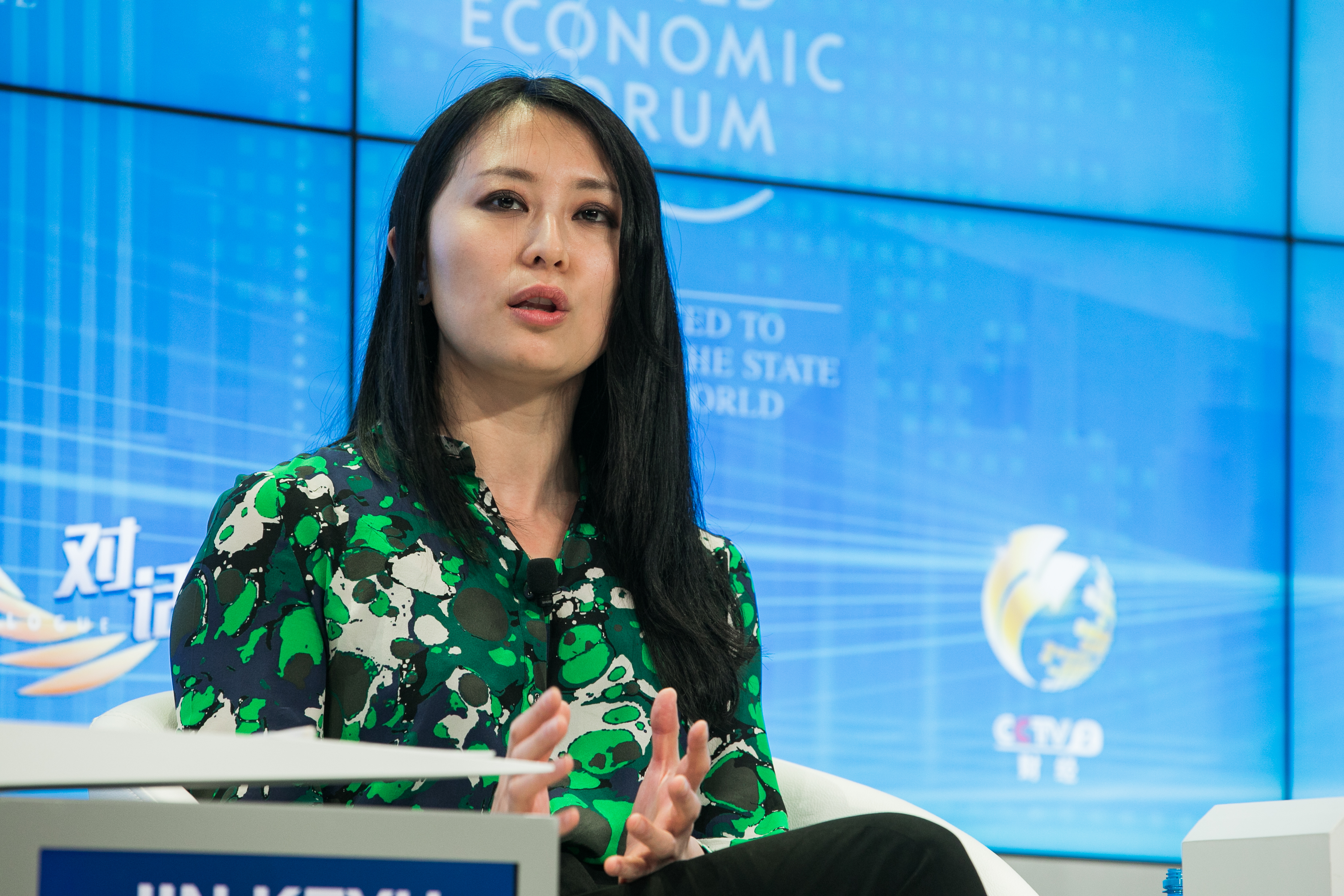
Keyu Jin (* 1982)

- Jin, Kun (* 1999), chinesische Fußballspielerin
- Jin, Mengqing (* 1995), chinesische Handballspielerin
- Jin, Min-sub (* 1992), südkoreanischer Stabhochspringer
- Jin, Ok (* 1990), nordkoreanische Eishockeyspielerin
- Jin, Peiyu (* 1985), chinesische Eisschnellläuferin
- Jin, Pius Peixian (1924–2008), chinesischer katholischer Bischof
- Jin, Pyol-hui (* 1980), nordkoreanische Fußballerin
- Jin, Renqing (1944–2021), chinesischer Politiker, Finanzminister der Volksrepublik China (2003–2007)
- Jin, Sang-min (* 1996), südkoreanischer Fußballspieler
- Jin, Se-yeon (* 1994), südkoreanische Schauspielerin
- Jin, Sun-yu (* 1988), südkoreanische Sportlerin der Sportart Shorttrack
- Jin, Xiangqian (* 1997), chinesischer Leichtathlet
- Jin, Yan (1910–1983), chinesischer Schauspieler
- Jin, Yang (* 1994), chinesischer Eiskunstläufer
- Jin, Yaochu, Informatiker
- Jin, Yishi (* 1962), chinesisch-amerikanische Molekulargenetikerin und Neurobiologin
- Jin, Yong (1924–2018), chinesischer RomanautorJin Yong (1924–2018)

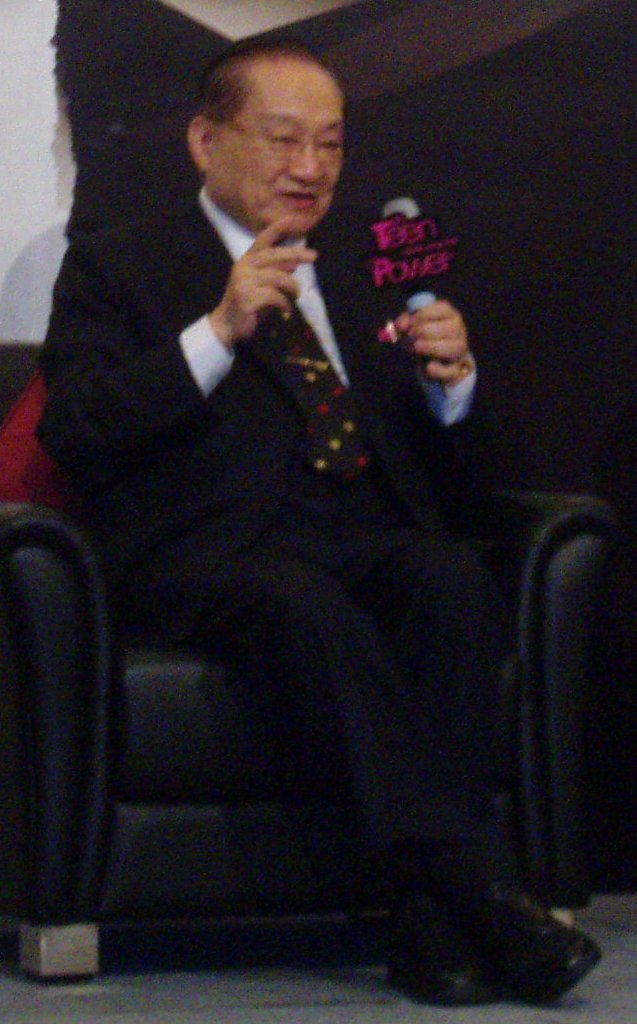
Jin Yong (1924–2018)

- Jin, Yuan (* 1988), chinesische Hindernisläuferin
- Jin, Yugan (1937–2006), chinesischer Paläontologe
- Jin, Yuquan (* 2000), chinesischer Tennisspieler
- Jin, Ziwei (* 1985), chinesische Ruderin
- Jinadasa, Nicholas (* 1985), US-amerikanischer Badmintonspieler
- Jinadu, Mairo (* 1948), nigerianische Sprinterin
- Jinantuya, Janista (* 2003), thailändische Fußballspielerin
- Jinarajadasa, Curuppumullage († 1953), singhalesischer Autor, Freimaurer und Theosoph
- Jindal, Bobby (* 1971), amerikanischer Politiker
- Jindal, Om Prakash (1930–2005), indischer Politiker und Unternehmer
- Jindal, Savitri (* 1950), indische Unternehmerin und Politikerin
- Jindaoui, Nader (* 1996), deutscher Fußballspieler, Webvideoproduzent und InfluencerNader Jindaoui (* 1996)

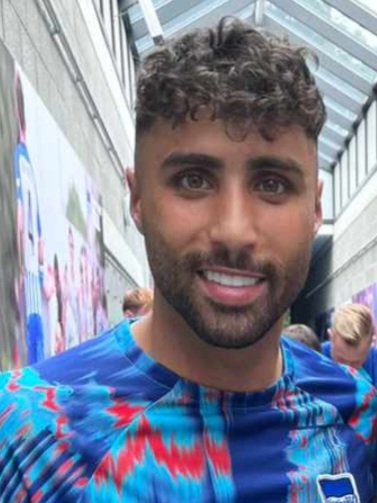
Nader Jindaoui (* 1996)

- Jindapol, Nitchaon (* 1991), thailändische Badmintonspielerin
- Jindeok († 654), Königin der Silla-Dynastie
- Jindo109, deutsche Rapperin
- Jindra, Aleš (* 1973), tschechischer Fußballspieler und -trainer
- Jindra, Alfréd (1930–2006), tschechoslowakischer Kanute
- Jindra, Jan (1932–2021), tschechoslowakischer Ruderer
- Jindra, Otto (1886–1932), Jagdflieger der k.u.k. Monarchie im Ersten Weltkrieg
- Jindráček, Jaromír (* 1970), tschechischer Fußballspieler und Trainer
- Jindrak, Karl (* 1972), österreichischer Tischtennisspieler und -funktionär
- Jindrák, Rudolf (* 1964), tschechischer Diplomat und seit März 2017 Direktor der Auslandsabteilung des Kanceláře prezidenta republiky
- Jindřich, Jindřich (1876–1967), tschechischer Komponist, Pianist und Ethnograph
- Jinek, Martin (* 1979), tschechischer Biochemiker
- Jines, Courtney (* 1992), US-amerikanische Schauspielerin
- Jing († 520 v. Chr.), König der chinesischen Zhou-Dynastie und der östlichen Zhou
- Jing († 476 v. Chr.), König der Zhou-Dynastie
- Jing, Freda Yifan, US-amerikanische Schauspielerin
- Jing, Fu, chinesische Königin von Wu Ding der Shang-Dynastie und Empfängerin des Houmuwu-Opfergefäßes
- Jing, Haipeng (* 1966), chinesischer Raumfahrer
- Jing, Jun Hong (* 1968), singapurische Tischtennisspielerin und -trainerin
- Jing, Junhai (* 1960), chinesischer Politiker
- Jing, Ke († 227 v. Chr.), Attentäter auf den Ersten Kaiser Chinas Qin Shihuang
- Jing, Ruixue (* 1988), chinesische Ringerin
- Jing, Tian (* 1988), chinesische SchauspielerinJing Tian (* 1988)

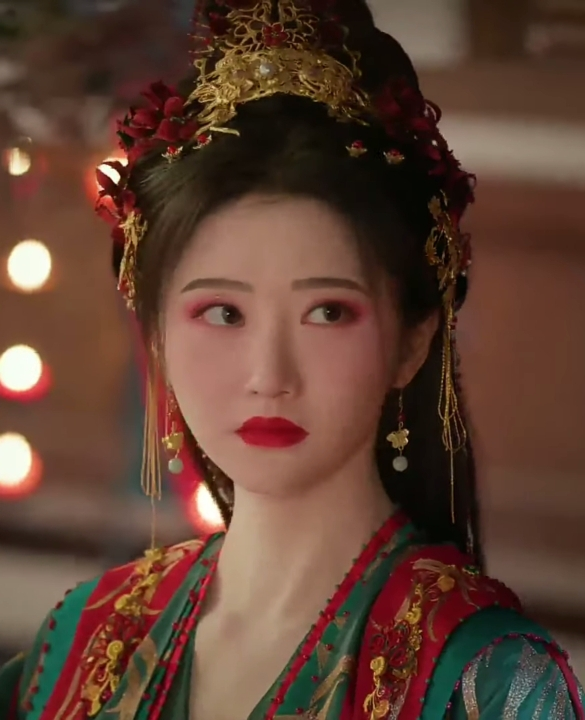
Jing Tian (* 1988)

- Jingblad, Mats (* 1958), schwedischer Fußballspieler und -trainer
- Jingqi, Viwe (* 2005), südafrikanische Sprinterin
- Jingtai (1428–1457), chinesischer Kaiser der Ming-Dynastie
- Jingū († 269), Gemahlin des Chūai-tennō
- Jinich, Moisés (1927–2015), mexikanischer Fußballspieler
- Jiniya, Damond (* 1974), US-amerikanischer Metal-Sänger
- Jinks, Catherine (* 1963), australische Kinder- und Jugendbuchautorin
- Jinks, Cody (* 1980), US-amerikanischer Countrysänger
- Jinks, Dan, US-amerikanischer Filmproduzent
- Jinks, John L. (1929–1987), britischer Genetiker
- Jinks, Sam (* 1973), australischer Künstler
- Jinman, Lee (* 1976), kanadischer Eishockeyspieler
- Jinnah, Fatima (1893–1967), pakistanische Politikerin und Schwester von Mohammed Ali Jinnah (Quaid-i-Azam), dem Gründervater Pakistans
- Jinnah, Muhammad Ali (1876–1948), Politiker in Britisch-Indien, gilt als Gründer des Staates PakistanMuhammad Ali Jinnah (1876–1948)

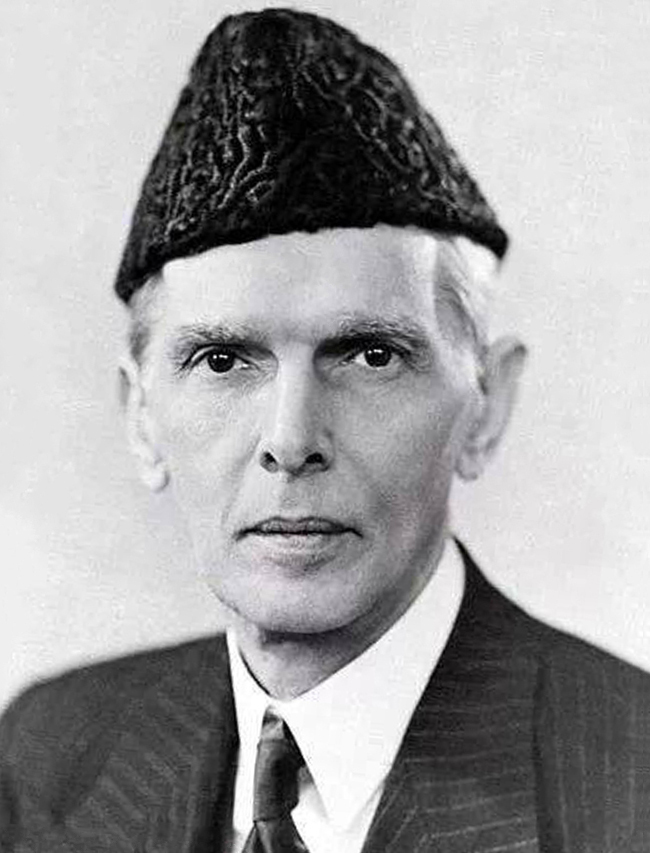
Muhammad Ali Jinnah (1876–1948)

- Jinnai, Kimiko (* 1964), japanische Badmintonspielerin und Sportjournalistin
- Jinnawat Rattanapontee (* 2001), thailändischer Fußballspieler
- Jinno, Takuya (* 1970), japanischer Fußballspieler
- Jinnouchi, Ayako (* 1987), japanische Mittelstreckenläuferin
- Jinny (* 1989), englische Wrestlerin
- Jintara Poonlarp (* 1969), thailändische Sängerin
- Jintara Seangdee (* 1990), thailändische Leichtathletin
- Jintiach, Juan Carlos, ecuadorianischer Indigenenaktivist
- Jinushi, Naohiro (* 2001), japanischer Sprinter
- Jinushi, Peter Toshio (1930–2021), japanischer Geistlicher, römisch-katholischer Bischof von Sapporo
- Jinushizono, Hidemi (* 1989), japanischer Fußballspieler
- Jinxx (* 1981), US-amerikanischer Rockmusiker
- Jinzai, Kiyoshi (1903–1957), japanischer Schriftsteller und Übersetzer

### Jio
- Jiong, zwölfter König der halb-legendären Xia-Dynastie

### Jip
- Jipcho, Ben (1943–2020), kenianischer Leichtathlet
- Jipescu, Mircea (* 2005), rumänischer Skispringer
- Jipp, Jürgen (* 1941), deutscher Badmintonspieler
- Jippensha, Ikku (1765–1831), japanischer Schriftsteller
- Jippes, Daan (* 1945), niederländischer Comiczeichner

### Jir
- Jíra, Josef (1929–2005), tschechischer Maler, Grafiker und Illustrator
- Jira, Reinhard (* 1929), deutscher Chemiker
- Jíra, Stanislav (* 2000), tschechischer Sprinter
- Jíra, Václav (1921–1992), tschechischer Fußballspieler, -trainer und -funktionär
- Jiraaut Wingwon (* 2000), thailändischer Fußballspieler
- Jiracek von Arnim, Jan Gottlieb (* 1973), deutsch-österreichischer Pianist
- Jiráček, Petr (* 1986), tschechischer Fußballspieler
- Jiradech Seangsa-nga (* 1985), thailändischer Fußballspieler
- Jiradej Setabundhu (* 1967), thailändischer Komponist
- Jiradet Taichankong (* 2006), thailändischer Fußballspieler
- Jirak, Franz (1911–1944), österreichischer Zahntechniker und Widerstandskämpfer gegen den Nationalsozialismus
- Jirák, Karel Boleslav (1891–1972), tschechischer Komponist und Professor
- Jirak, Magdalena (* 1986), österreichische Beachvolleyballspielerin
- Jiranchai Arnanatiudom (* 1991), thailändischer Fußballspieler
- Jiránek, Antonín († 1761), tschechischer Komponist
- Jiránek, František (1698–1778), böhmischer Komponist des Spätbarock
- Jiránek, Josef (1855–1940), tschechischer Pianist, Komponist und Musikpädagoge
- Jiranek, Martin (* 1969), deutsch-kanadischer Eishockeyspieler
- Jiránek, Martin (* 1979), tschechischer Fußballspieler
- Jiránek, Miloš (1875–1911), tschechischer Maler, Kunstkritiker, Autor und Übersetzer
- Jiránek, Vladimír (1938–2012), tschechischer Karikaturist, Illustrator und Regisseur von Trickfilmen
- Jiranová, Helena (* 1995), tschechische Leichtathletin
- Jirapan Phasukihan (* 1993), thailändischer Fußballspieler
- Jirapan, Taworn (1939–2014), thailändischer Radrennfahrer
- Jiras, Marek (* 1978), tschechischer Kanute
- Jirasak Kumthaisong (* 1999), thailändischer Fußballspieler
- Jirásek, Alois (1851–1930), tschechischer Schriftsteller und HistorikerAlois Jirásek (1851–1930)

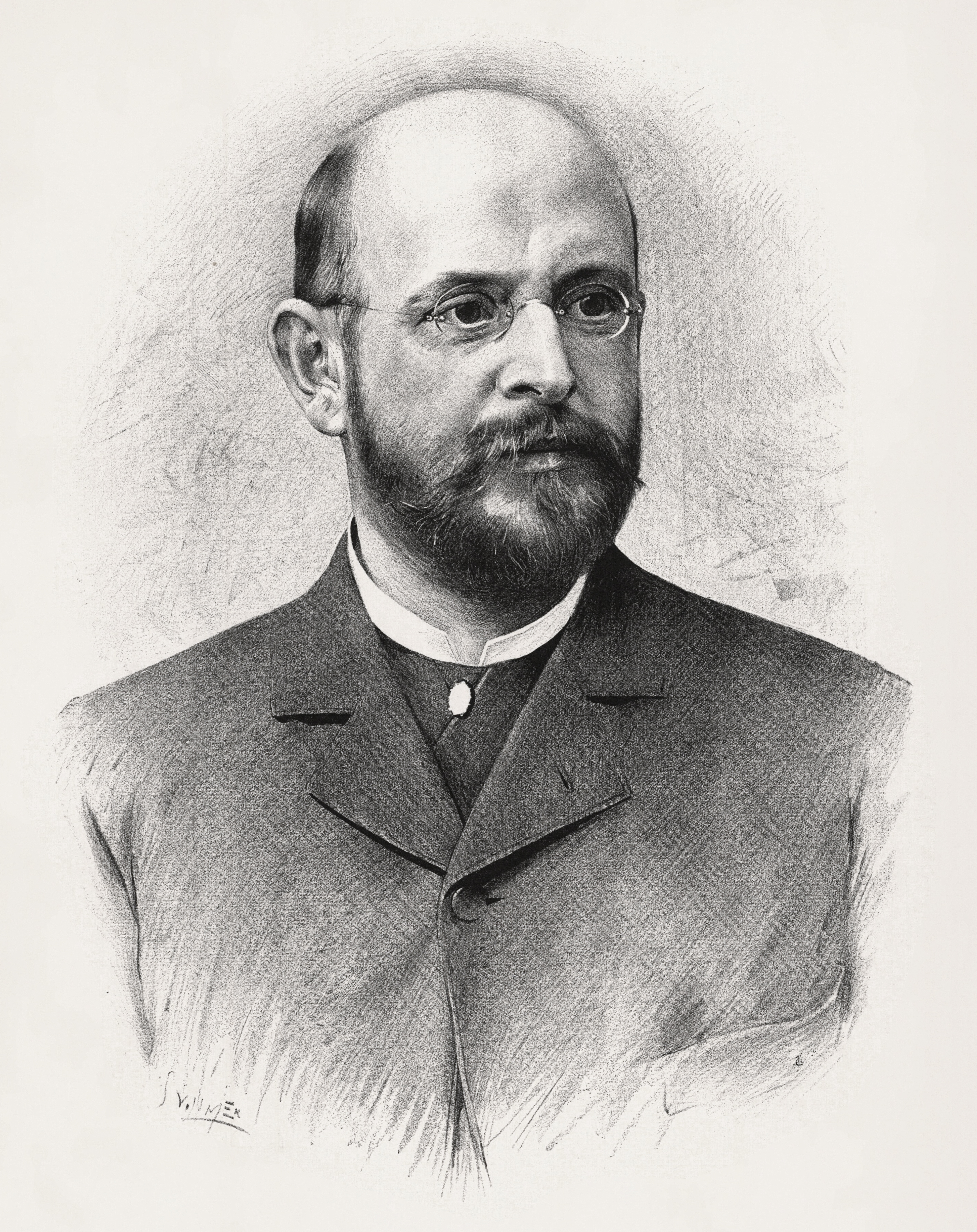
Alois Jirásek (1851–1930)

- Jirásek, Ivo (1920–2004), tschechischer Komponist und Dirigent
- Jirasek, Julius (1896–1965), österreichischer Architekt und Designer
- Jirasek, Ladislav (1927–1977), tschechoslowakischer Fußballtorhüter
- Jirasko, Adolf (1851–1914), österreichischer Augenoptiker
- Jirásková, Jiřina (1931–2013), tschechische Schauspielerin
- Jirattikan Vapilai (* 1997), thailändischer Fußballspieler
- Jirawat Chingchaiyaphum (* 1995), thailändischer Fußballspieler
- Jirawat Daokhao (* 1986), thailändischer Fußballspieler
- Jirawat Janpong (* 1999), thailändischer Fußballspieler
- Jirawat Makarom (* 1986), thailändischer Fußballspieler
- Jirawat Thongsaengphrao (* 1998), thailändischer Fußballspieler
- Jirayu Niamthaisong (* 1997), thailändischer Fußballspieler
- Jirayu Saenap (* 2000), thailändischer Fußballspieler
- Jircik, Franz (1758–1805), österreichischer Generalmajor
- Jire Qalinle, Hassan, äthiopischer Politiker, Regionalpräsident in der Somali-Region (1993–1994)
- Jirebeck, Simon (* 1992), schwedischer Unihockeyspieler
- Jireček, Hermenegild (1827–1909), österreichischer Jurist
- Jireček, Josef (1825–1888), tschechischer Literaturhistoriker, Sprachforscher und Politiker
- Jireček, Konstantin (1854–1918), tschechischer Politiker, Diplomat, Historiker, Slawist, Begründer der böhmischen Balkanologie und Byzantologie
- Jireel (* 2000), angolanisch-schwedischer Rapper
- Jireš, Jaromil (1935–2001), tschechoslowakischer Regisseur und Drehbuchautor
- Jirgal, Ernst (1905–1956), österreichischer Schriftsteller
- Jirgal, Lucia (1914–2007), österreichische Malerin
- Jirgl, Reinhard (* 1953), deutscher SchriftstellerReinhard Jirgl (* 1953)

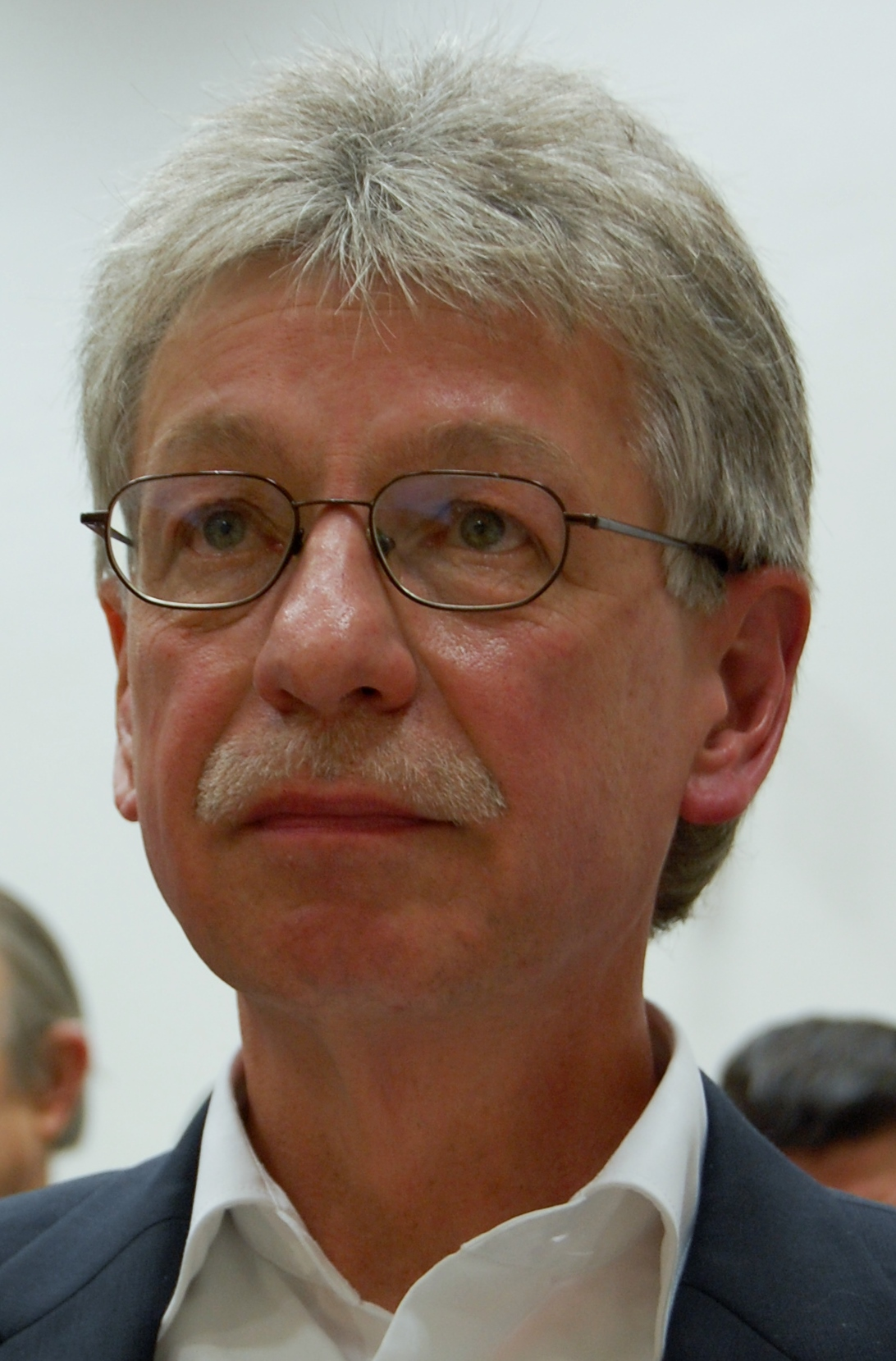
Reinhard Jirgl (* 1953)

- Jiriakov, Dimitri (* 1985), liechtensteinischer Radrennfahrer
- Jiříček, David (* 2003), tschechischer Eishockeyspieler
- Jiricek, Hans (1888–1959), österreichischer Politiker (SPÖ), Abgeordneter zum Nationalrat
- Jiricek, Peter (* 1978), Schweizer Radballer
- Jiřičná, Eva (* 1939), tschechisch-britische Architektin und Designerin
- Jiriczek, Otto Luitpold (1867–1941), deutscher Anglist
- Jiřík, Jaroslav (1939–2011), tschechischer Eishockeyspieler und -trainer
- Jirka, David (* 1982), tschechischer Ruderer
- Jirka, Franz Josef, deutscher Ingenieur und Architekt
- Jirka, Jan (* 1993), tschechischer Sprinter
- Jirka, Kai-Uwe (* 1968), deutscher Dirigent und Chorleiter
- Jirkal, Fredi (* 1967), österreichischer Kabarettist
- Jirko, Miloš (1900–1961), tschechischer Redakteur, Dichter, Bibliothekar und Übersetzer
- Jirkovsky, Erika (* 1930), österreichische Politikerin (SPÖ), Landtagsabgeordnete
- Jirkovský, Jaroslav (1891–1966), böhmischer Eishockeyspieler
- Jirkovsky, Karl (* 1946), österreichischer Journalist
- Jirkowsky, Marienetta (1962–1980), deutsches Todesopfer der Berliner Mauer
- Jirku, Anton (1885–1972), deutsch-österreichischer Alttestamentler und Religionswissenschaftler
- Jirku, Gusti (1892–1978), österreichische Schriftstellerin
- Jirkuff, Susi (* 1966), österreichische Künstlerin
- Jirmal, Jiří (1925–2019), tschechischer Gitarrist, Jazzkomponist und Pädagoge
- Jirmann, Peter (* 1973), deutscher Fotograf
- Jirotka, Zdeněk (1911–2003), tschechischer Schriftsteller und Feuilletonist
- Jirotková, Ilona (* 1950), tschechische Schauspielerin
- Jirouch, Gustav, Erfinder
- Jirous, Ivan Martin (1944–2011), tschechischer Lyriker
- Jiroušková, Lenka (* 1971), tschechische Mittellateinerin
- Jiroutek, David (* 1973), tschechischer Skispringer und Skisprungtrainer
- Jiroutek, Jakub (* 1977), tschechischer Skispringer
- Jírovec, Otto (1907–1972), tschechischer Mikrobiologe
- Jirovetz, Alois (1903–1980), österreichischer Politiker (SPÖ), Landtagsabgeordneter
- Jirovský, Miloš (* 1974), tschechischer Schachgroßmeister
- Jirowsky, Anton (1877–1941), Instrumentenbauer
- Jirrels, Alyssa, US-amerikanische Schauspielerin
- Jirsák, Tomáš (* 1984), tschechischer Fußballspieler
- Jirsch, Gustav (1871–1909), deutsch-böhmischer Architekt
- Jirsík, Jan Valerián (1798–1883), Bischof von Budweis
- Jirsíková, Nina (1910–1978), tschechoslowakische Choreographin
- Jirtle, Randy (* 1947), amerikanischer Biologe und Epigenetiker
- Jirucha, Jan (1945–2005), tschechischer Posaunist und Jazzsänger
- Jirunpong Thamasiha (* 1996), thailändischer Fußballspieler

### Jis
- Jischa, Birgit (* 1973), österreichische Politikerin (SPÖ), Landtagsabgeordnete
- Jischa, Michael F. (* 1937), deutscher Ingenieurwissenschaftler, Hochschullehrer und Ehren-Präsident der Deutschen Gesellschaft Club of Rome
- Jischai, Eli (* 1962), israelischer Politiker
- Jischakewytsch, Iwan (1864–1962), ukrainischer Maler und Grafiker
- Jischmael ben Elischa ha-Kohen Gadol, Tannait
- Jiskoot, Jan (* 1940), niederländischer Schwimmer
- Jiskra, Zdeněk (* 1928), tschechischer Onomastiker
- Jislová, Jessica (* 1994), tschechische Biathletin
- Jisoo (* 1995), südkoreanische Sängerin, MC, Schauspielerin, Tänzerin und ModelJisoo (* 1995)

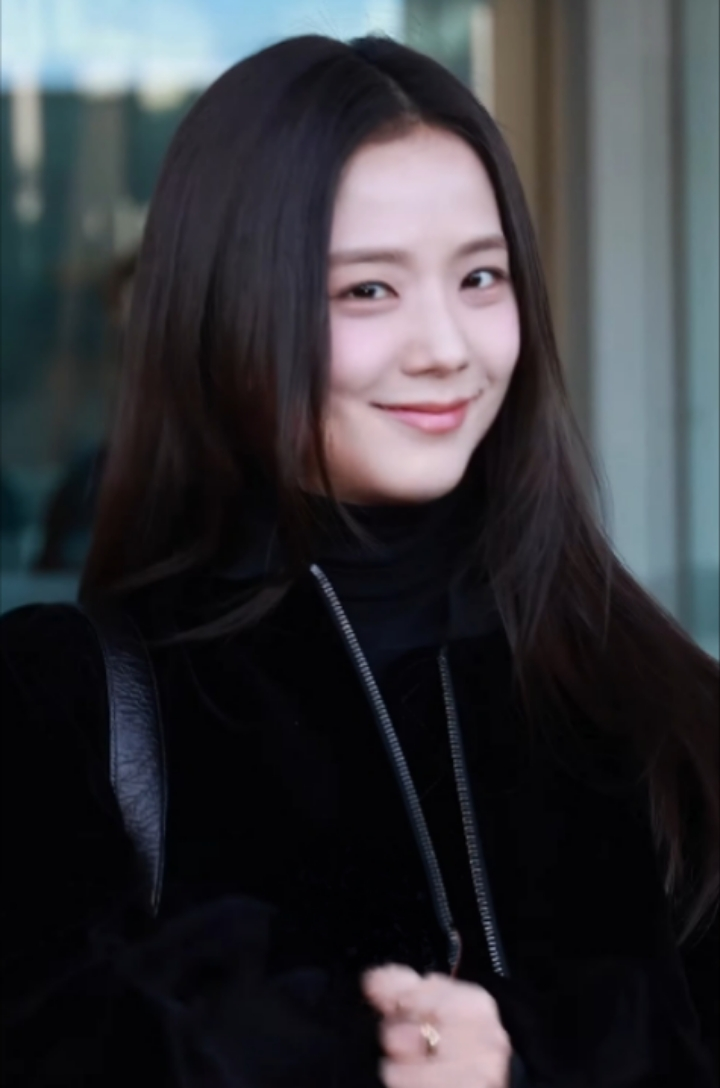
Jisoo (* 1995)

- Jíšová, Pavlína (* 1962), tschechische Folk- und Country-Sängerin
- Jiszda, Karl (1899–1963), österreichischer Fußballspieler und -trainer

### Jit
- Jitangar, Edmond (* 1952), tschadischer Geistlicher, römisch-katholischer Erzbischof von N’Djaména
- Jitaru, Robert (* 1997), rumänischer Boxer
- Jitianu, Felicia (* 1954), rumänische Ruderin
- Jitloff, Tim (* 1985), US-amerikanischer Skirennläufer
- Jitō (645–703), 41. Tennō von Japan (690–697)
- Jitomirskaya, Svetlana (* 1966), russisch-US-amerikanische Mathematikerin
- Jitōzono, Masaya (* 1989), japanischer Fußballspieler
- Jitrik, Noé (1928–2022), argentinischer Literaturwissenschaftler, Redakteur, Lyriker und Schriftsteller
- Jittariyakul, Suleeporn, thailändische Badmintonspielerin
- Jitti Khumkudkamin (* 1997), thailändischer Fußballspieler
- Jittiphat Wasungnoen (* 2005), thailändischer Fußballspieler
- Jittlov, Mike (* 1948), US-amerikanischer Filmanimateur und Produzent

### Jiu
- Jiun, Onkō (1718–1804), japanischer Priester, Sanskritforscher und Kalligraph

### Jiv
- Jivaev, Anton (* 1976), russisch-usbekischer Violinist und Bratschist
- Jivan, Kantilal (1922–2010), seychellischer Künstler und Naturschützer

### Jiw
- Jiwa, Prakash (* 1970), indischer Dartspieler
- Jiwkow, Wesselin (* 2001), bulgarischer Sprinter

### Jiy
- Jiya, Tasa (* 1997), niederländische Sprinterin
- Jiyane, Malcolm (* 1982), südafrikanischer Jazzmusiker (Posaune)
- Jiyed, Rédouane (* 1979), marokkanischer Fußballschiedsrichter

### Jiz
- Jizbický z Jizbice, Matyáš, Offizier im Dreißigjährigen Krieg